# Aregno
Aregno est une commune française située dans la circonscription départementale de la Haute-Corse et le territoire de la collectivité de Corse. Le village appartient à la piève d'Aregno, en Balagne.

## Géographie

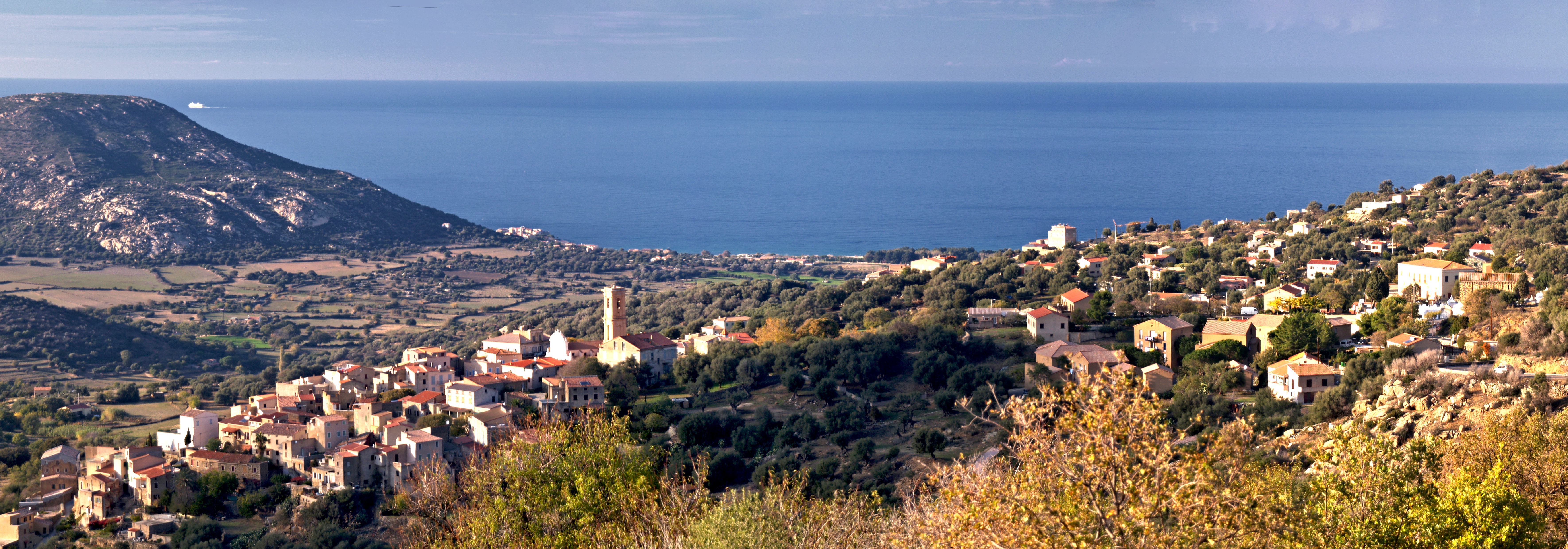
Panorama.

### Situation
Aregno est une petite commune du littoral de la Balagne, d'une superficie de 930 hectares. Le village était aussi la piévanie d'Aregnu, pieve dans l'ancienne province génoise de Balagna.
D'ouest en est, la commune s'étend entre Algajola, Lavatoggio, Cateri, Sant'Antonino, Pigna et Corbara, communes qui ont toutes des villages remarquables, riches en Histoire et édifices religieux, et sont presque autant de véritables balcons sur le littoral balanin car édifiés sur les extrémités ou à flancs de collines.
Communes limitrophes

### Géologie et relief
Aregno se situe dans la Corse occidentale ancienne, dite encore « Corse cristalline ». Celle-ci, constituée pour l'essentiel de roches granitiques, est séparée de la Corse orientale où dominent les schistes, par une dépression centrale, un sillon étroit constitué pour l'essentiel de terrains sédimentaires secondaires et tertiaires qui coupe l'île du nord-ouest au sud-est, depuis l'Ostriconi jusqu'au Solenzara. La commune se situe à l'ouest de cette ligne où s'élèvent les plus hauts sommets de l'île.
Son territoire en forme de cuvette, est accroché aux flancs septentrionaux d'un petit chaînon montagneux articulé à Cima Caselle (1 551 m) du massif du Monte Grosso et comportant le Capu di Bestia (804 m). Ce chaînon sépare la plaine d'Aregno de la vallée du Regino avec un petit col où a été bâti le hameau de San Cesareo (Cateri). Son point le plus haut 326 m se situe proche de la jonction des routes D 151 et D 413.
Entre mer et village, la plaine d'Aregno est traversée par le ruisseau de Teghiella qui est alimenté par le ruisseau de Pozzi et plus en aval, par le ruisseau de Migliani. Il se jette à la mer à l'extrémité orientale de la plage d'Aregno, en limite du site naturel de Calcinaiu (Corbara).
Aregno possède une étroite façade maritime, représentée par la plus grande partie (orientale) de la plage de gros sable qui s'étend entre Corbara et Algajola.

### Hydrographie

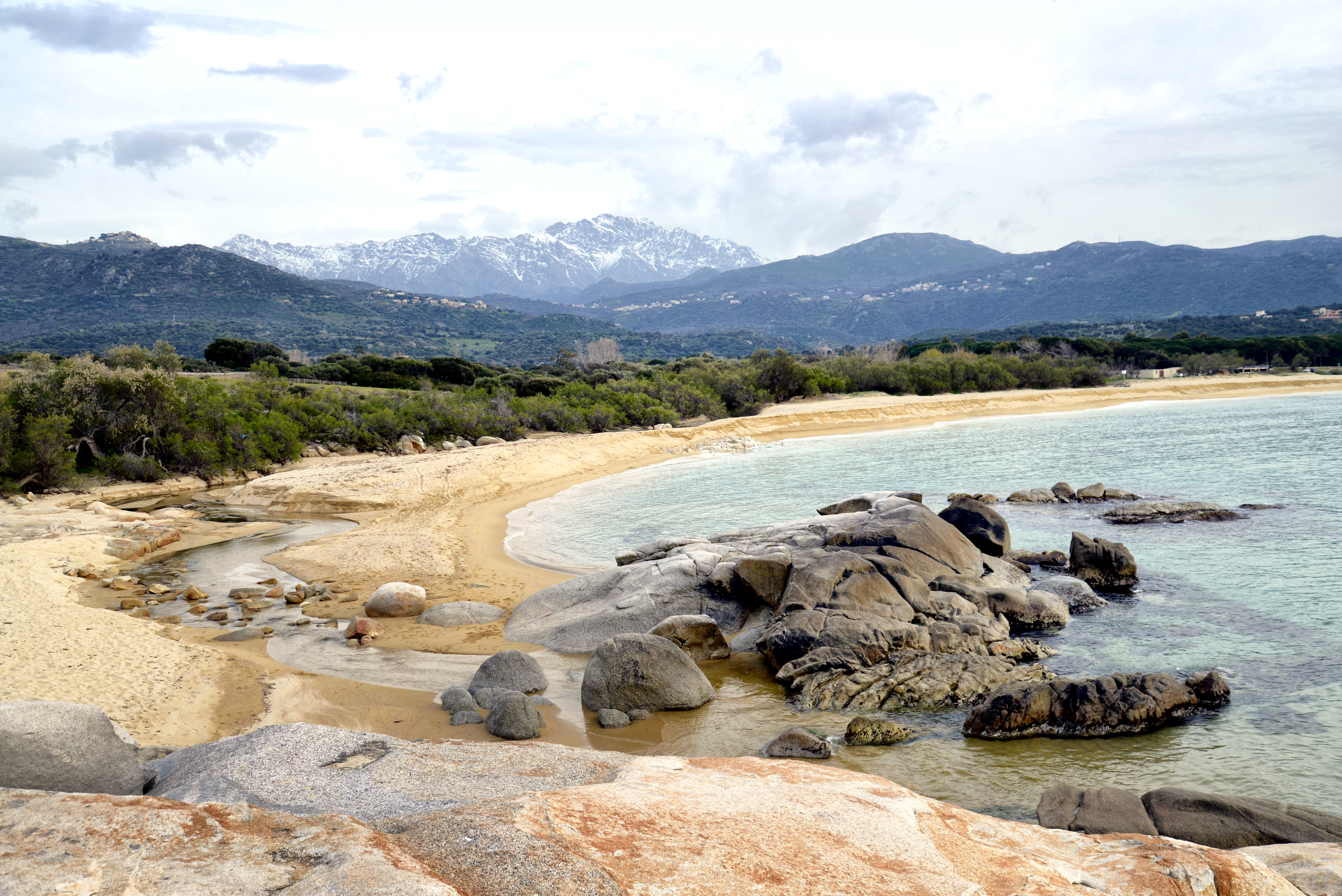
Embouchure du ruisseau de Teghiella.

La commune a un petit territoire, avec un réseau hydrographique faible. Le principal cours d'eau communal est le ruisseau de Teghiella qui a pour nom Fiume Mulinu en aval. Long de 6,1 km, il a sa source sur Cateri et se jette dans la mer Ligure à l'extrémité orientale de la plage d'Aregno.

### Climat et végétation
Aregno bénéficie d'un climat méditerranéen aux écarts thermiques faibles dû à la proximité de la mer. Son territoire en forme de cuvette, protégé du vent d'ouest dominant, lui confère des températures plus douces qu'à Calvi. Les étés sont chauds et secs, ce qui augmente les risques d'incendie. Il est planté essentiellement d'oliviers, et d'orangers à l'alentour du village. La plaine morcelée, où les parcelles sont en jachère, sont des pâturages pour les éleveurs de bovins et d'ovins.

### Voies de communication et transports

#### Accès routiers
Le village est desservi par la route D151. Une bretelle, la D551, relie directement le village à la Route territoriale 30 (ex-RN 197) à Aregno-plage.

#### Transports
La commune est desservie par les C.F.C.. La gare d'Aregno-plage est un arrêt important en période estivale pour le "tramway des plages" qui longe la côte et les plages entre Calvi et L'Île-Rousse.
Aregno est distant de 11 km du port de commerce de L'Île-Rousse et à 20 km de celui de Calvi. L'aéroport le plus proche est l'aéroport de Calvi-Sainte-Catherine, à 19 km.

## Urbanisme

### Typologie
Au 1er janvier 2024, Aregno est catégorisée commune rurale à habitat dispersé, selon la nouvelle grille communale de densité à sept niveaux définie par l'Insee en 2022.
Elle est située hors unité urbaine. Par ailleurs la commune fait partie de l'aire d'attraction de Calvi, dont elle est une commune de la couronne,. Cette aire, qui regroupe 15 communes, est catégorisée dans les aires de moins de 50 000 habitants,.
La commune, bordée par la mer Méditerranée, est également une commune littorale au sens de la loi du 3 janvier 1986, dite loi littoral. Des dispositions spécifiques d’urbanisme s’y appliquent dès lors afin de préserver les espaces naturels, les sites, les paysages et l’équilibre écologique du littoral, tel le principe d'inconstructibilité, en dehors des espaces urbanisés, sur la bande littorale des 100 mètres, ou plus si le plan local d’urbanisme le prévoit.

### Occupation des sols
L'occupation des sols de la commune, telle qu'elle ressort de la base de données européenne d’occupation biophysique des sols Corine Land Cover (CLC), est marquée par l'importance des territoires agricoles (62,9 % en 2018), une proportion identique à celle de 1990 (62,6 %). La répartition détaillée en 2018 est la suivante : 
prairies (37,4 %), milieux à végétation arbustive et/ou herbacée (26,8 %), zones agricoles hétérogènes (25,5 %), forêts (8,2 %), espaces ouverts, sans ou avec peu de végétation (1,4 %), zones urbanisées (0,6 %), eaux maritimes (0,1 %). L'évolution de l’occupation des sols de la commune et de ses infrastructures peut être observée sur les différentes représentations cartographiques du territoire : la carte de Cassini (XVIIIe siècle), la carte d'état-major (1820-1866) et les cartes ou photos aériennes de l'IGN pour la période actuelle (1950 à aujourd'hui).

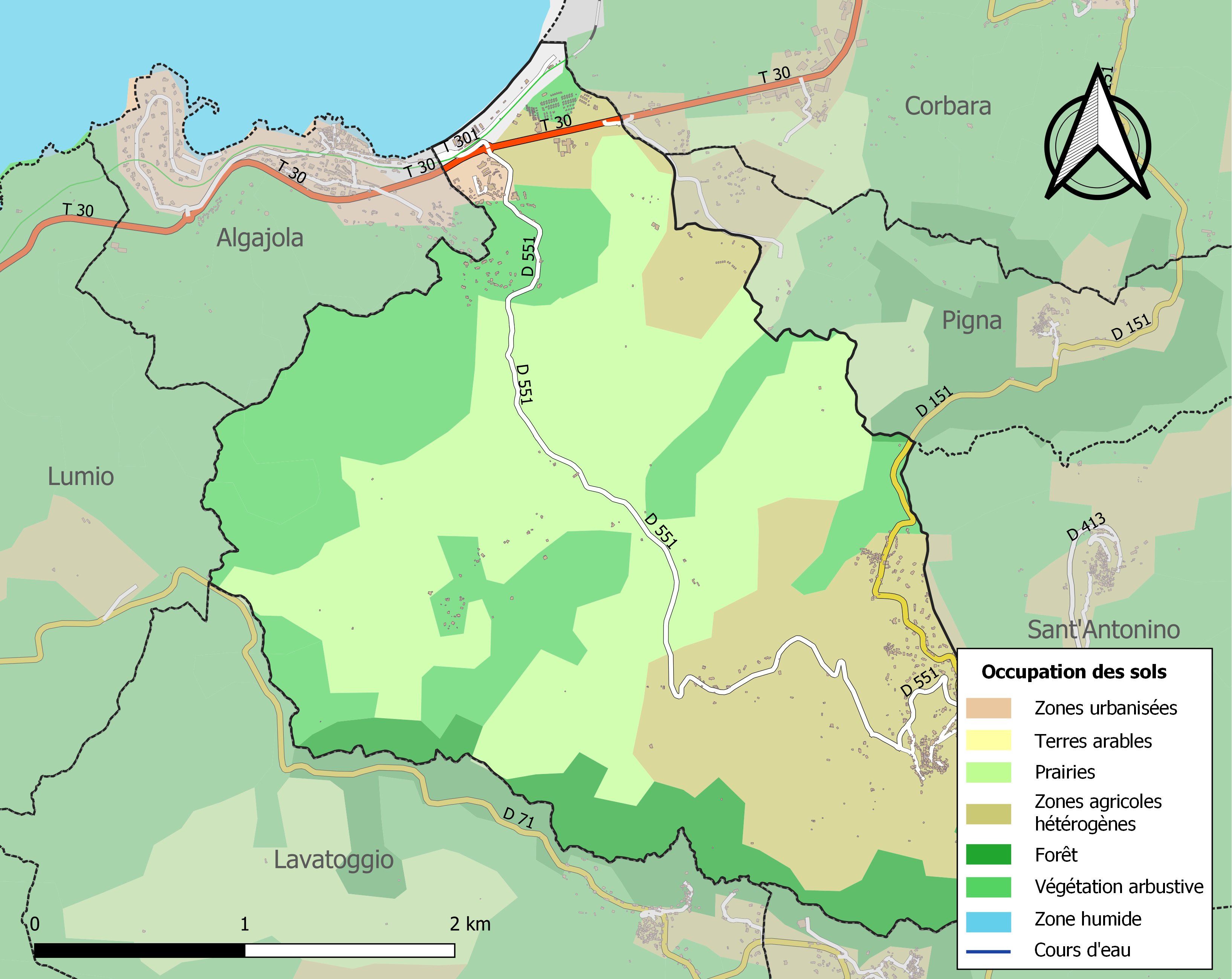
Carte des infrastructures et de l'occupation des sols de la commune en 2018 (CLC).

### Aregno village

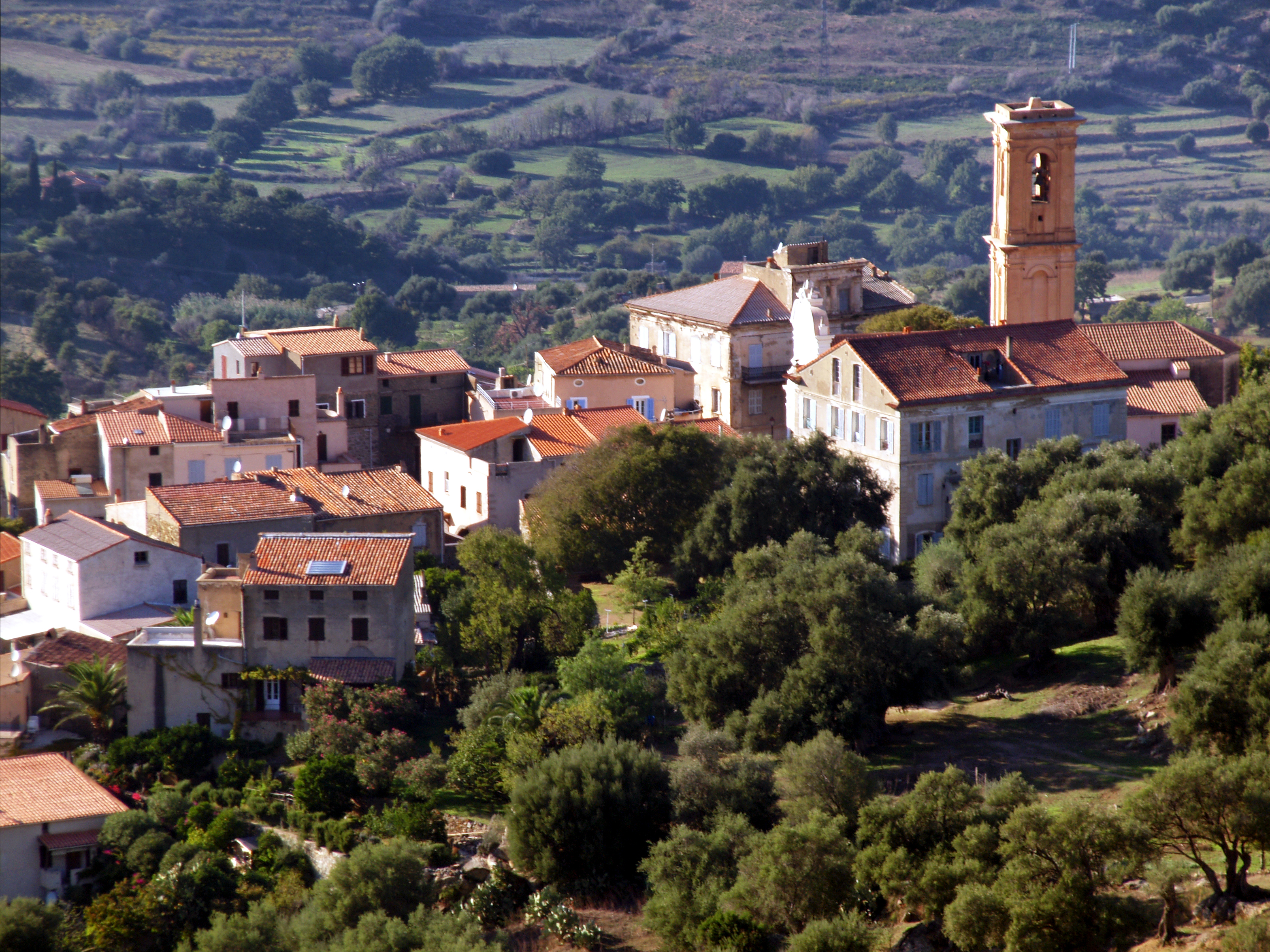
Le village d'Aregno.

Aregno est un vieux et traditionnel village aux maisons couvertes de tuiles rouges, dominé par la remarquable Église de la Trinité située une quarantaine de mètres plus haut, un joyau architectural du XIe siècle implantée au milieu du cimetière communal.

### Praoli
Praoli, hameau situé tout au nord du village doté de la petite chapelle Saint-Michel

### Torre
Torre, au nord du village, doté également d'une chapelle.

### Aregno-plage
Aregno-plage se situe entre Algajola aujourd'hui une station balnéaire, et la zone d'activité de Corbara. La localité se développe pour le tourisme avec la construction de résidences de vacances, de commerces et d'hôtellerie. Sur la route D 551 reliant le village à la Route territoriale 30 (ex-RN 197) à Aregno-plage, se trouve la chapelle de l'Annunziata.
Équipements

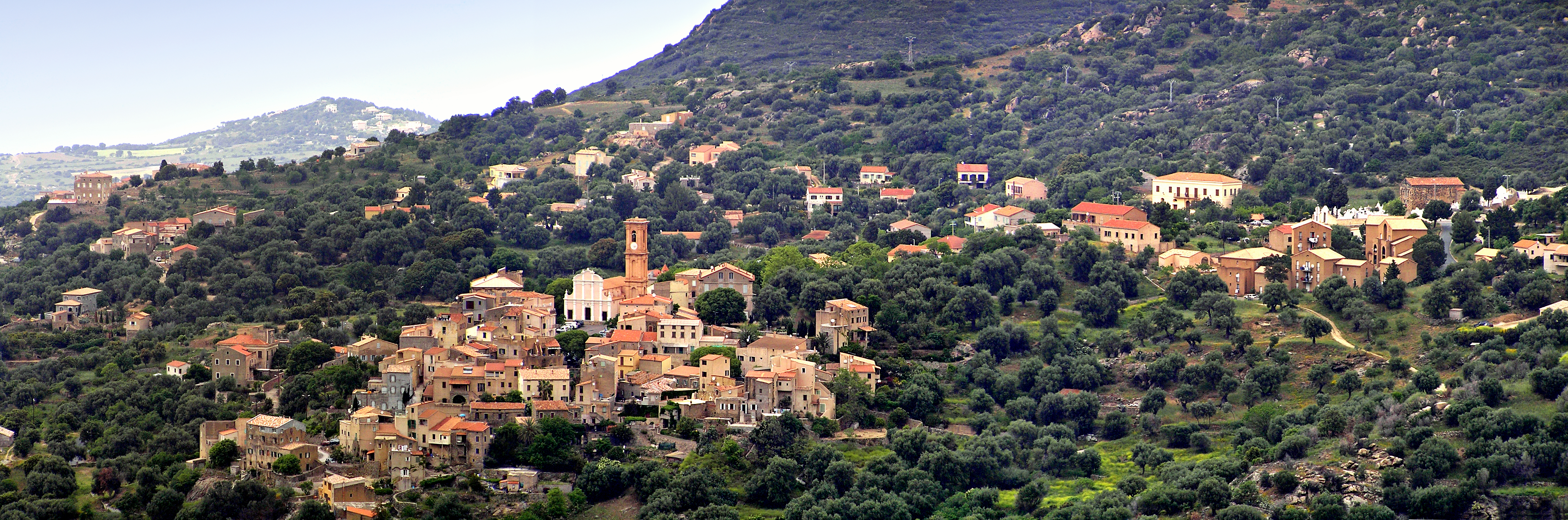
Panorama d'Aregno.

Quoique ayant une façade maritime, la commune n'a pas de marina. L'abri le plus proche est le petit port de pêche de San Damiano à Algajola.
Elle est dotée de 3 stations d'épuration : au village d'Aregno et aux hameaux de Praoli et de Torre. La station de pompage se trouve à proximité de la route territoriale 30 (ex-RN 197), à Aregno-plage.
La commune ne dispose pas de station-service. Sur le littoral, la plus proche station est située en limite de la commune, à Corbara sur la route territoriale 30 (ex-RN 197). On peut aussi se ravitailler en carburant au hameau de San Cesareo à Cateri.

## Toponymie
Le nom en corse de la commune est Aregnu. Il proviendrait de la présence au Moyen Âge d'un arringu (tribunal de piève) situé à proximité du village actuel. Aregno fut en effet durant plusieurs siècles le chef-lieu de la piève éponyme, qui couvrait une grande partie de la Balagne, de Monticello à Occi.

## Histoire

### Antiquité
Certaines découvertes sur le site de San Marcellu de vestiges telles des plaques de bronze ayant appartenu aux armées de Vespasien attestent que Aregno était déjà occupé à l'époque romaine.
Selon les travaux de Pierre Savelli de Guido, (comte Savelli de Guido, ancien maire de Corbara et historien, membre de la société d'archéologie Lorraine), le site serait celui de la cité antique de Balanea fondée par les Phéniciens (?), évoquée par Ptolémée, Strabon et Pline l'Ancien et abandonnée pour cause d'insécurité.
Des pierres provenant d'anciens sanctuaires romains ont été réemployées dans certaines maisons et dans des granges.

### Moyen Âge
Au IXe siècle, lors de la reconquête sur l'occupant sarrasin, les chevaliers romains emmenés par le prince romain Guido Savelli (comte de Balagne depuis sa victoire sur les Sarrasins), avaient choisi successivement les cités maures de Corbara (le castel de Guido fut fondé en 816), puis de Sant'Antonino pour capitales de leur comté de Balagna, ainsi nommé en hommage à la cité côtière disparue.

### Temps modernes
Au XVIe siècle, vers 1520, Aregnu était le centre d'une pieve qui comptait environ 500 habitants. Elle faisait partie de la Balagna, région comprenant à l'époque les pievi de Tuani, Aregnu, Santo Andrea, Pinu et Olmia.
La pieve d'Aregnu comportait les lieux habités suivants : l’Arpagiola (o Gabiola), la Corbaia, lo Monticello, Santo Antonino, Santa Riparata, Piaza, Pragola, le Torre, Regno, li Catari, lo Lavatogio, lacona, Spano, Hogio, Aquapessa.
Au début du XVIIIe siècle, Aregno se trouvait dans la province de Balagne, dans la juridiction civile d'Algajola et Calvi. Religieusement, Aregno relevait de l'évêché d'Aléria. La pieve comptait 334 habitants : Occhi 66. Lavataggio 263. Reparata 588. Aregno 439. Cattari 239. Avapessa 162. Corbara 1125. S.Antonino 276. Monticello 476.
- 1768 - Le 15 mai, la Corse est cédée à la France par les Génois. L'île passe sous administration militaire française. Aregnu fusionne avec les pievi de Santo Andrea et de Tuani pour former la pieve de Regino.
- 1789 - La Corse appartient au royaume de France.
- 1790 - Avec la Révolution française est créé le département de Corse avec Bastia comme préfecture,
- 1793 - An II. la Convention divise l'île en deux départements : El Golo (l'actuelle Haute-Corse) dont fait partie Aregno, et Liamone (l'actuelle Corse-du-Sud) sont créés. La commune porte le nom de Aregno. Aregno intègre le canton de Regino (chef-lieu Muro), dans le district de Calvi et le département d'El Golo.
- 1801 - Sous le Consulat[Note 3], la commune garde le nom de Aregno, est toujours dans le canton de Regino, dans l'arrondissement de Calvi et le département d'El Golo.
- 1811 - Les départements d'El Golo et du Liamone sont fusionnés pour former le département de Corse.
- 1828 - Aregno passe dans le canton de Muro[11], dénommé canton d'Algajola jusqu'en 1850 (décret du 2 avril 1850).

### Époque contemporaine
- 1926 - Aregno se trouve dans l'arrondissement de Bastia.
- 1943 - Aregno rebascule dans l'arrondissement de Calvi.
- 1954 - Avec les communes de Algajola, Avapessa, Cateri, Feliceto, Lavatoggio, Muro, Nessa et Speloncato, Aregno compose le canton de Muro.
- 1973 - Aregno est intégré au canton de Belgodere, créé avec la fusion imposée des anciens cantons de Muro, Belgodere et Olmi-Cappella lors du découpage administratif des nouveaux cantons entre 1971 et 1973.
- 1975 - L'île est à nouveau scindée en deux département. Aregno se trouve en Haute-Corse.

## Politique et administration

### Liste des maires
| Période   | Période  | Identité                        | Étiquette | Qualité                                                                      |
| --------- | -------- | ------------------------------- | --------- | ---------------------------------------------------------------------------- |
| vers 1833 | ?        | Don Felice Marcelli (1787-1872) |           | Avocat au Tribunal de Calvi Conseiller d'arrondissement du canton d'Algajola |
|           |          |                                 |           |                                                                              |
| 1983      | 2014     | Claude Imperiali                | UMP       |                                                                              |
| 2014      | 2016     | Jacques Andreani                | PRG       | Agriculteur retraité                                                         |
| 2016      | En cours | David Calassa                   | SE        | Agent d'assurances                                                           |

## Population et société

### Démographie
L'évolution du nombre d'habitants est connue à travers les recensements de la population effectués dans la commune depuis 1800. Pour les communes de moins de 10 000 habitants, une enquête de recensement portant sur toute la population est réalisée tous les cinq ans, les populations de référence des années intermédiaires étant quant à elles estimées par interpolation ou extrapolation. Pour la commune, le premier recensement exhaustif entrant dans le cadre du nouveau dispositif a été réalisé en 2006.

En 2022, la commune comptait 594 habitants, en évolution de −1 % par rapport à 2016 (Haute-Corse : +5,15 %, France hors Mayotte : +2,11 %).
| 1800 | 1806 | 1821 | 1831 | 1836 | 1841 | 1846 | 1851 | 1856 |
| ---- | ---- | ---- | ---- | ---- | ---- | ---- | ---- | ---- |
| 560  | 567  | 620  | 691  | 681  | 703  | 695  | 711  | 736  |

| 1861 | 1866 | 1876 | 1881 | 1886 | 1891 | 1896 | 1901 | 1906 |
| ---- | ---- | ---- | ---- | ---- | ---- | ---- | ---- | ---- |
| 730  | 669  | 683  | 711  | 724  | 756  | 750  | 675  | 651  |

| 1911 | 1921 | 1926 | 1931 | 1936 | 1946 | 1954 | 1962 | 1968 |
| ---- | ---- | ---- | ---- | ---- | ---- | ---- | ---- | ---- |
| 666  | 637  | 640  | 526  | 530  | 537  | 525  | 381  | 359  |

| 1975 | 1982 | 1990 | 1999 | 2006 | 2011 | 2016 | 2021 | 2022 |
| ---- | ---- | ---- | ---- | ---- | ---- | ---- | ---- | ---- |
| 490  | 547  | 544  | 567  | 593  | 587  | 600  | 595  | 594  |

### Enseignement
Aregno dispose d'une école primaire publique. Les établissements secondaires publics les plus proches, collège Pascal Paoli et lycée de Balagne, de même que l'école maternelle la plus proche se situent à L'Île-Rousse (11 km).

### Santé
Le plus proche hôpital est le centre hospitalier de Calvi-Balagne, ex antenne médicale de Balagne (AMU de Calvi) - adresse : lieu-dit Guazzole - 20260 Calvi, distant de 19 km. Un médecin est établi à Aregno ; une pharmacie se trouve à Lumio (10 km), ainsi qu'un cabinet de kinésithérapie, un autre d'infirmiers et un podologue. D'autres médecins, infirmiers et autres sont installés à L'Île-Rousse.

### Manifestations culturelles et festivités
- Le 17 janvier de chaque année, jour de la fête patronale Saint-Antoine Abbé, des oranges bénites sont distribuées aux participants.
- Mi-juillet San Quilicu est honoré et porté en procession.

#### Foire de l'Amandier

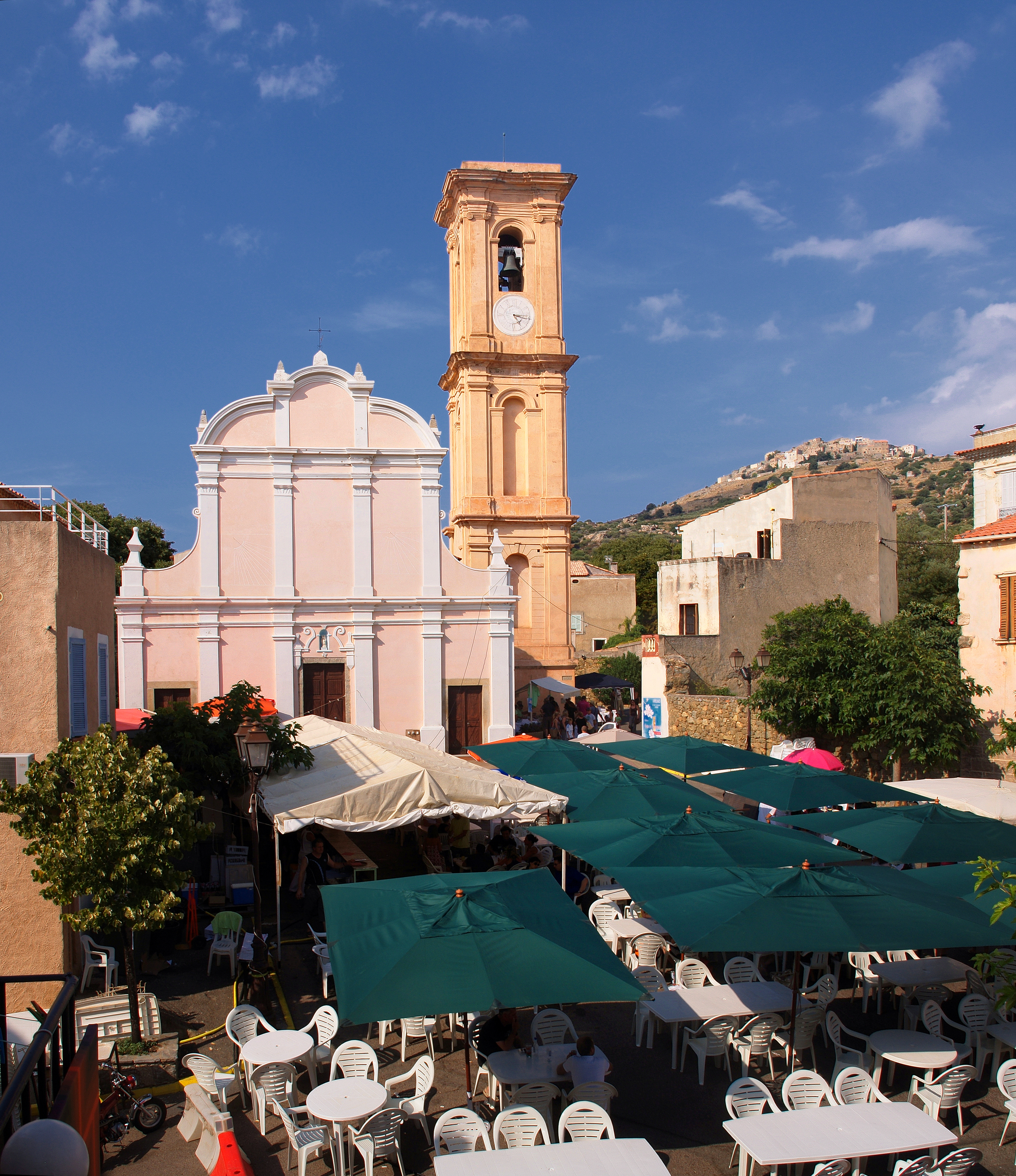
Foire de l'Amandier 2009

- 2009 - 8 et 9 août, la Foire de l'Amandier (Fiera di l'Amandulu) d'Aregno s'est déroulée la 13e édition, une manifestation gourmande autour de l'amande et des produits du terroir (fromages, charcuterie, etc.) et des stands d'artisanat régional. En 2009, ont été invités des exposants de la ville d'Oraison (Alpes-de-Haute-Provence) célèbre pour ses produits à base d'amande.
- 2014 - 2 et 3 août, la 18e édition s'est déroulée sous l'égide de la Fédération des foires rurales agricoles et artisanales de Corse (FFRAAC) qui a pour objectif de mutualiser les moyens et les efforts des bénévoles et de favoriser un commerce responsable par la labellisation des lieux de foire « Fiera di Corsica ».

## Économie

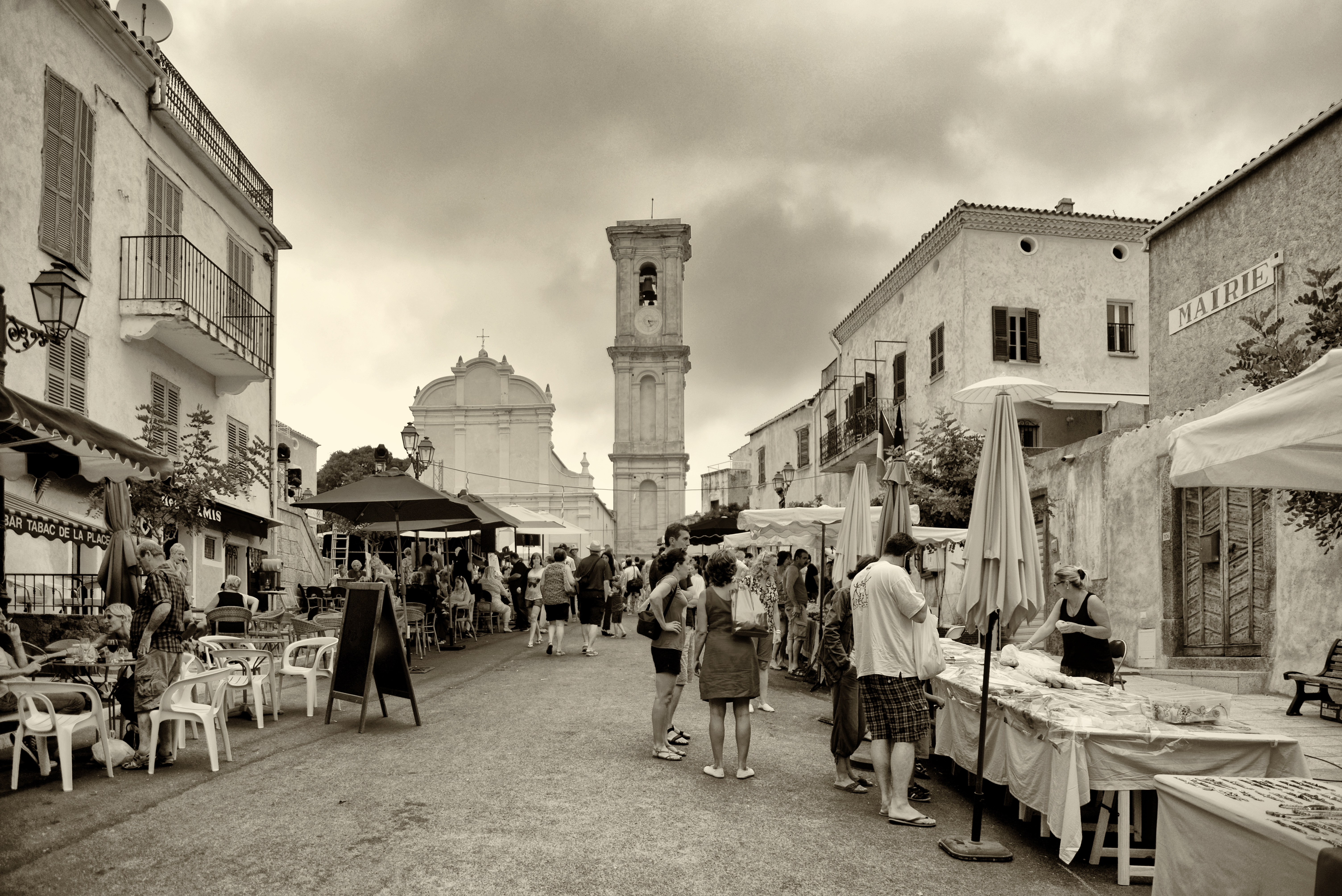
Foire de l'Amandier 2014

### Agriculture
Jadis on cultivait l'amandier un arbre parfaitement adapté à la Corse, région sèche et ensoleillée, l'olivier comme partout ailleurs en Balagne ainsi que des agrumes.
- L'orange : Autrefois la qualité des oranges d'Aregno était réputée. C'est au XVIIe siècle que les premiers orangers ont été importés du Portugal. Une variété d’orange porte le nom de « Aregno citrus sinensis osbeck »[15].

Si de nos jours la culture de l'oranger a périclité, le 17 janvier jour de la fête patronale a toujours lieu la bénédiction des oranges suivie de leur distribution.
- L'amande : À la fin du XIXe siècle la culture de l'amandier couvrait 3 000 ha de l'île. Vers le milieu du siècle dernier, elle ne représentait plus qu'une centaine d'hectares.

Dès 1970, à la suite d'un plan de relance de l'amandier, œuvre de la Chambre d'agriculture et du comité national de l'amande, 300 ha seront replantés. Sans études préalables de production, de transformation et de commercialisation ni d'appuis techniques nécessaires, cette opération sera un échec puisqu'en 1980 la Corse ne comptait plus que 170 ha d'amandiers.
En 1990, un plan de reconversion financé par l'Onhiflor et la CEE est mis en place. 100 ha seront plantés avec de nouveaux plants.
- Le pastoralisme (ovin et caprin) demeure toutefois la principale activité rurale.

### Tourisme
La commune s'inscrit aujourd'hui dans une zone à forte fréquentation touristique durant la saison estivale. L'hôtellerie de plein air a trouvé sa place parmi les établissements hôteliers et résidences touristiques. 2 grands campings (Camping de la plage et A Marina) se sont ainsi développés à Aregno-plage, sur la partie littorale de la commune. Le camping centre équestre "Canteratu city" se situe quant à lui dans la plaine.
Aregno-plage
c'est une bande de 900 mètres de gros sable. Cette plage est le débouché naturel de tous les villages avoisinants précités. Une grande partie est de cette plage est bordée par la commune de Corbara. L'extrémité ouest appartient à la commune d'Algajola dont on peut admirer la citadelle depuis la plage.
Elle est très fréquentée par les estivants. Garder les enfants sous surveillance car on y perd très vite pied !

## Culture locale et patrimoine

### Lieux et monuments

#### Église de la Trinité et de San Giovanni
L'église de la Trinité et de San Giovanni au village d'Aregno à une altitude de 280 mètres, est un héritage pisan du XIe siècle. Tout comme la chapelle San Raineru à Lunghignano (Montegrosso) et la chapelle romane Saints-Paul-et-Pierre à Lumio, elle est implantée au milieu d'un cimetière et est décorée de motifs étranges : figures humaines ou d'animaux (ours, bœuf, serpents...). L'une d'elles se trouve au pignon, à l'aplomb de la porte d'entrée. On y voit un homme ôtant une épine de son pied. Il s'agit d'une allégorie de la connaissance, assez répandue dans les édifices romans continentaux.
En 2011, à la faveur d'une campagne de restauration, un diagnostic archéologique est conduit dans la nef.
L'église, propriété de la commune, est protégée et classée Monument historique par arrêté du 11 août 1883.
Dans la chapelle de la Trinité, des peintures murales réalisées sur enduit a fresco, datées de 1449 et 1458 : "Les quatre Docteurs de l'Église saint Augustin, saint Jérôme, saint Grégoire et saint Ambroise tenant, tous les quatre, une bible sur leurs genoux (datée de 1458), et saint Michel terrassant le dragon" (1448), sont œuvres protégées et classées depuis le 11 août 1883.

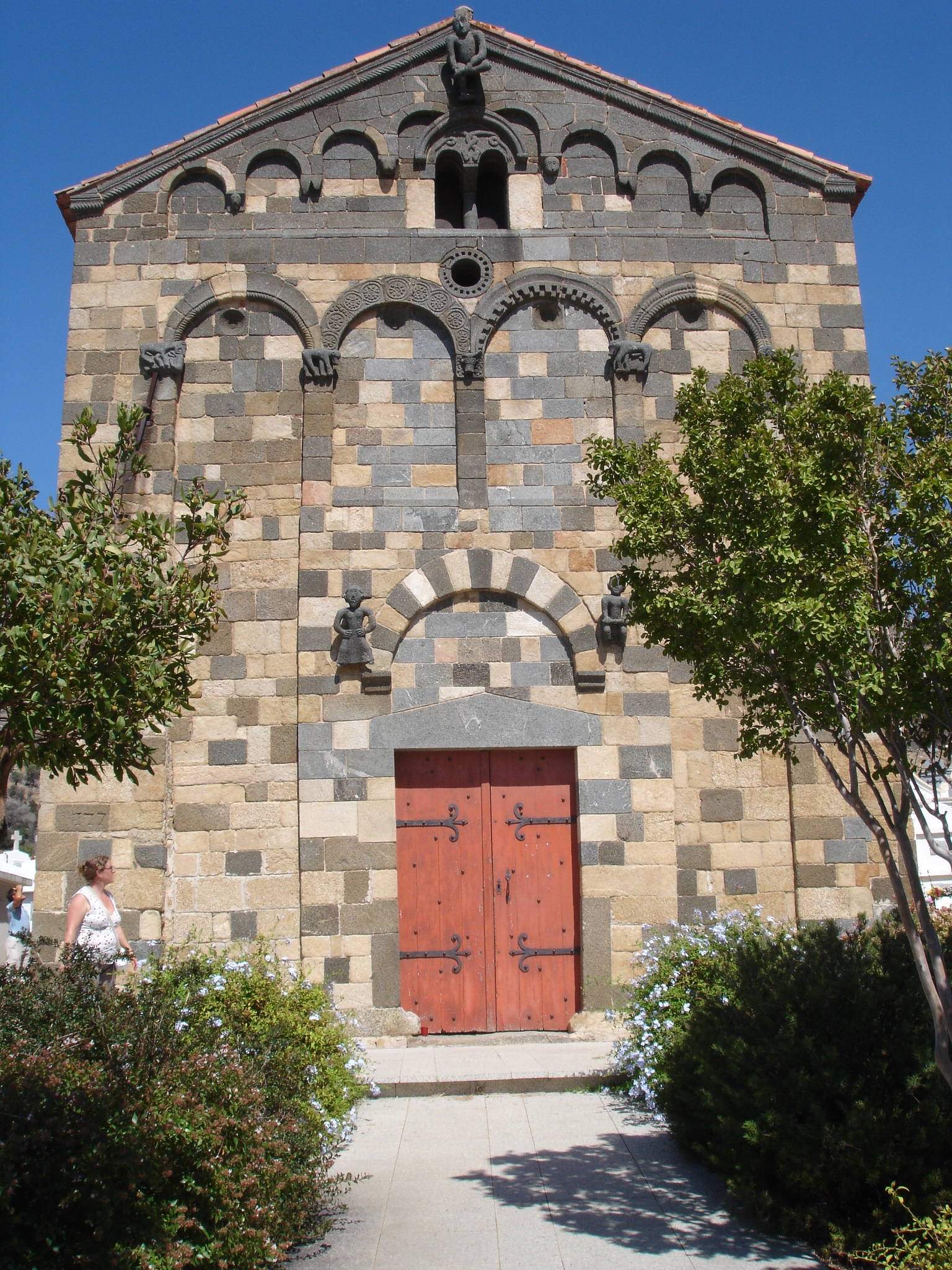
L'église de la Trinité et de San Giovanni
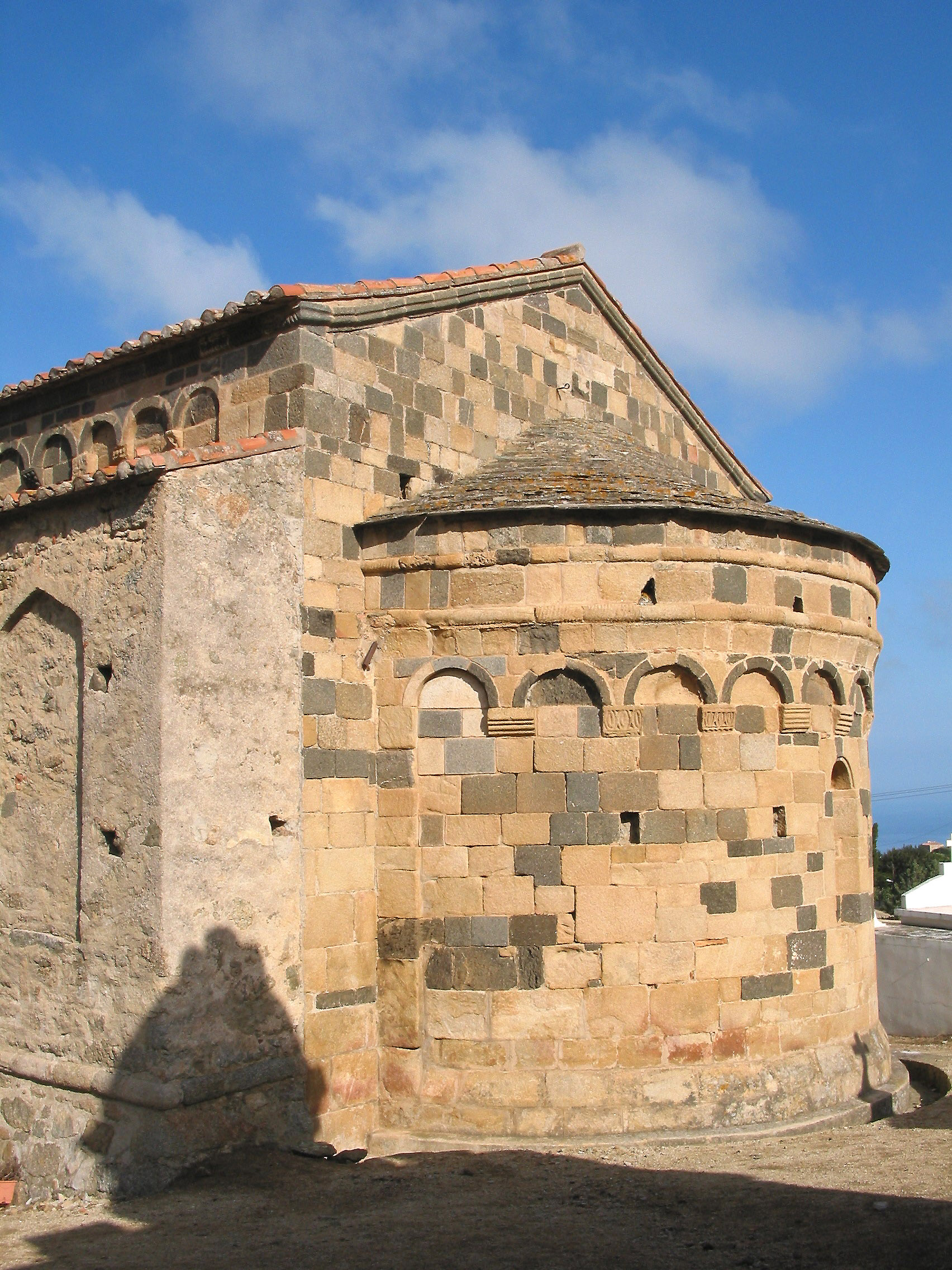
Église de la Trinité - Abside
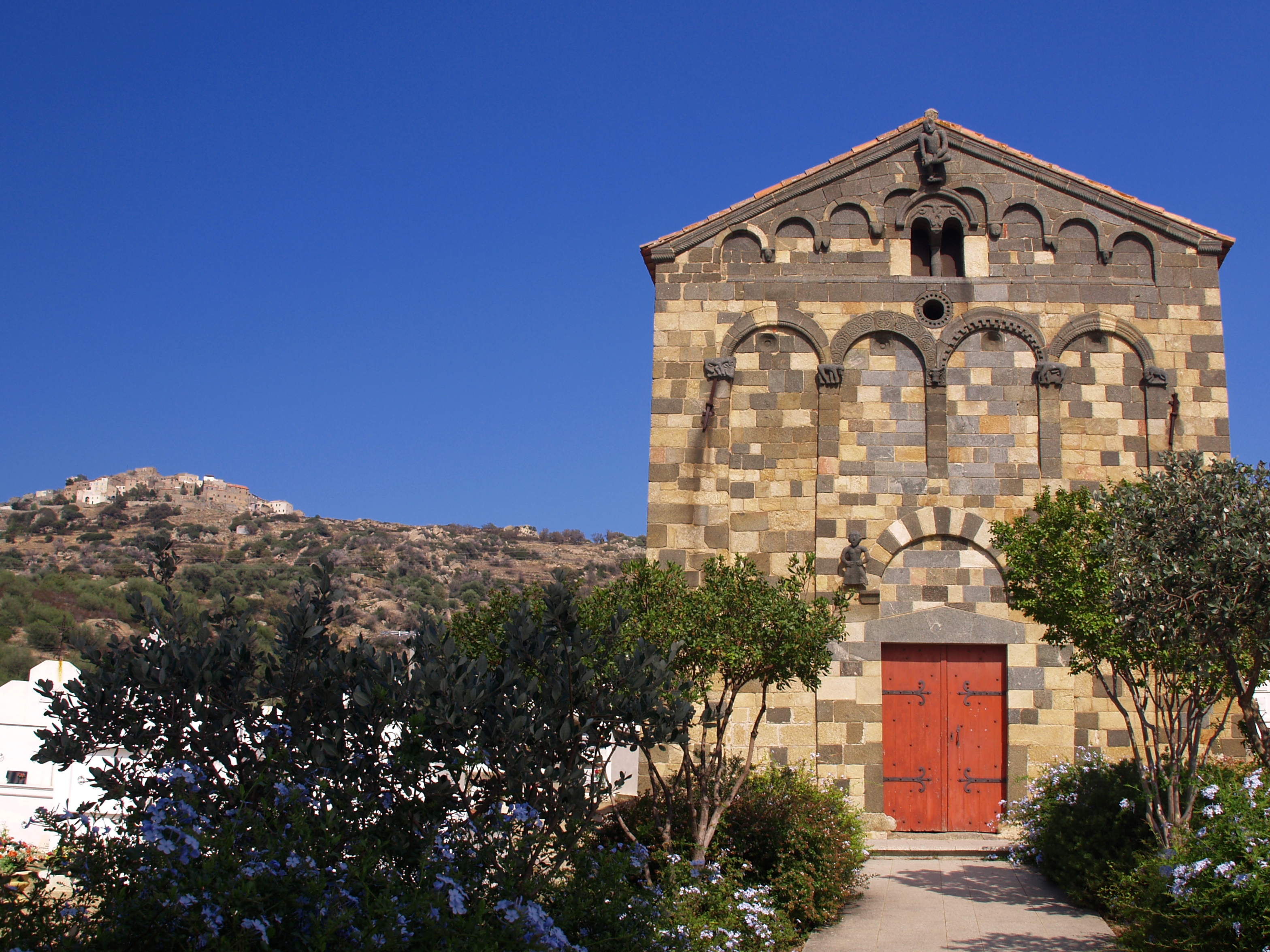
la Trinité - Façade antérieure
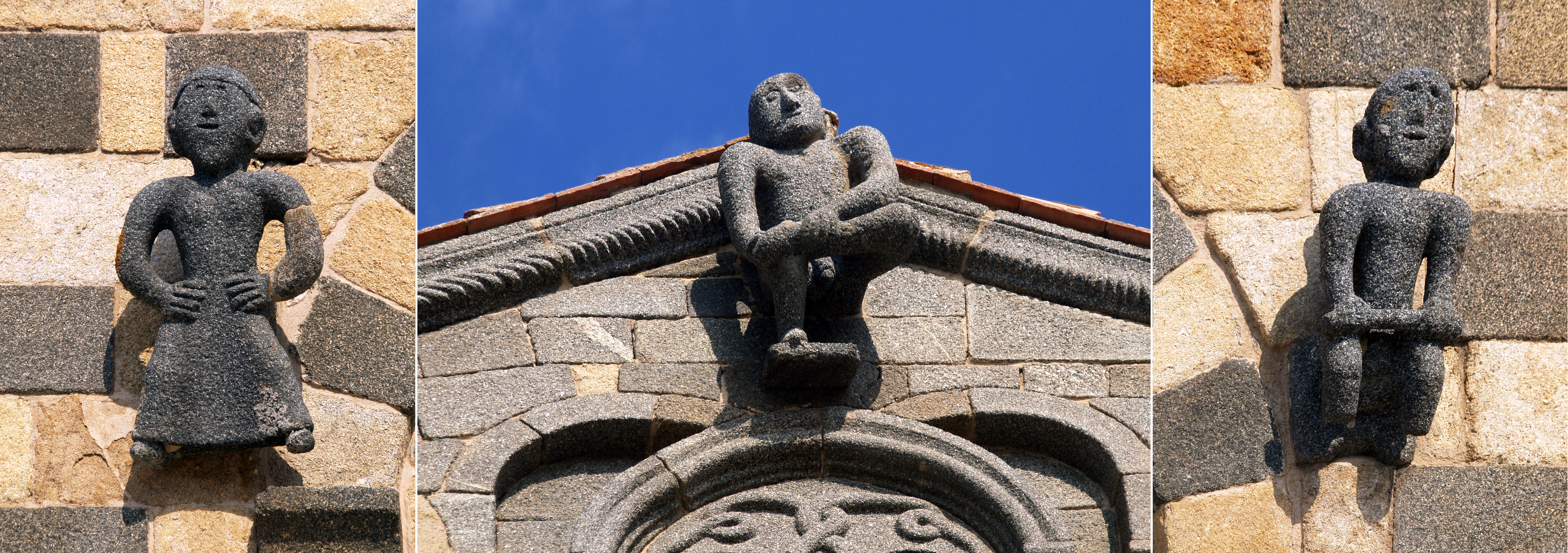
la Trinité - Sculptures frontales

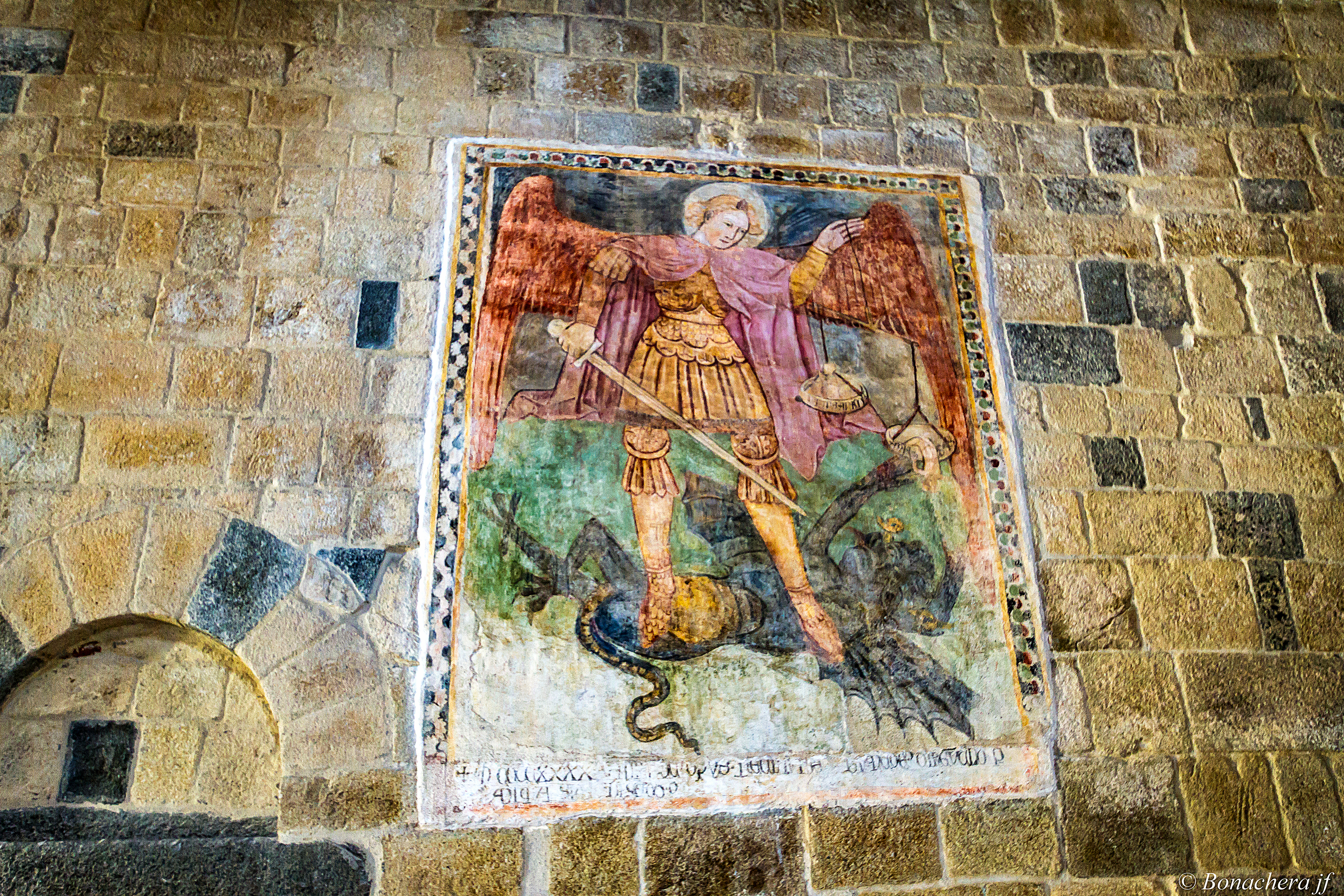
Saint Michel terrassant le dragon (1448): œuvre classée

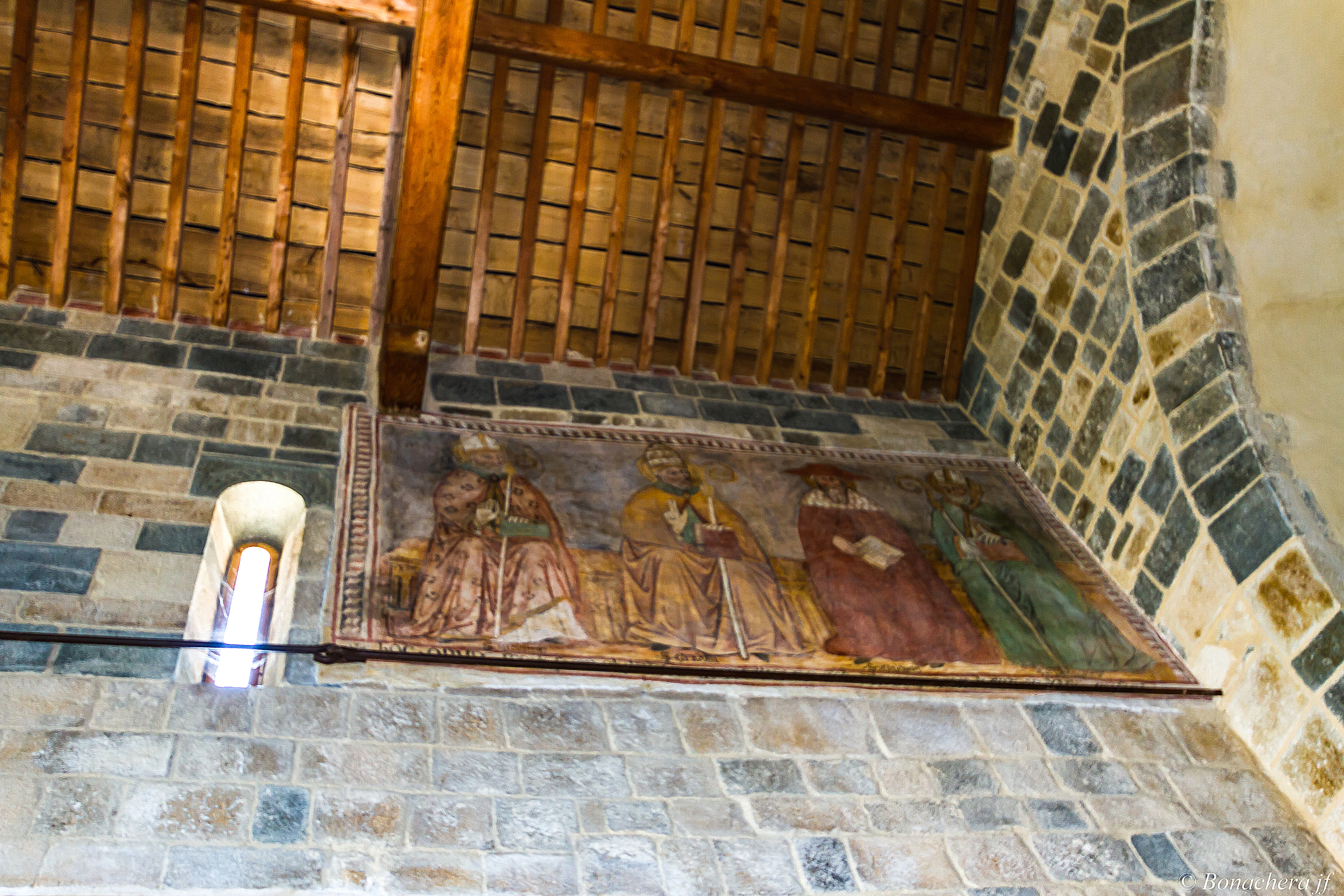
les 4 docteurs de l'Église, saints Augustin, Grégoire, Jérôme et Ambroise, tenant une bible sur leurs genoux. (1458) œuvre classée

#### Église Saint-Antoine-Abbé
L'église paroissiale Saint-Antoine-Abbé est située en contrebas de l'église de la Trinité et de San Giovanni, à 252 m d'altitude, au cœur du village auquel on accède par une route en cul-de-sac. De style baroque corse, récemment restaurée, elle est dotée d'un haut clocher ocre à trois étages d'arcades.

Sa façade antérieure, rose avec bandeaux blancs, est inspirée de l'église du Gesù (Rome) dont les plans ont été retravaillés en 1564 par Vignole. Plate, dépouillée, flanquée de portes latérales sculptées, la façade est divisée en deux étages, scandés de pilastres et séparés par des corniches. Elle est surmontée d'un fronton, qui au lieu d'être triangulaire comme sur de nombreuses églises baroques de l'île, est ici fait de courbes ourlées de corniches moulurées. Fronton et façade sont également séparés par une corniche.
Sur une pierre d'angle en granit est sculptée la date 1818. Des peintures murales représentant Les quatre Docteurs de l'Église, saint Michel terrassant le dragon, datant de 1449 et 1458, sont classées MH par arrêté du 11 août 1883.
L'église renferme des œuvres propriétés de la commune et classées MH par arrêté du 9 février 1995 :
- des peintures sur toile : « la mort de saint François-Xavier » et « la Vierge au Rosaire avec saint Dominique et sainte Catherine de Sienne » ;
- des menuiseries (chaire à prier de 1714 et des stalles de confrérie en bois teinté et ciré comportant quatre sièges du XVIIIe siècle) dans la chapelle Saint-Antoine.

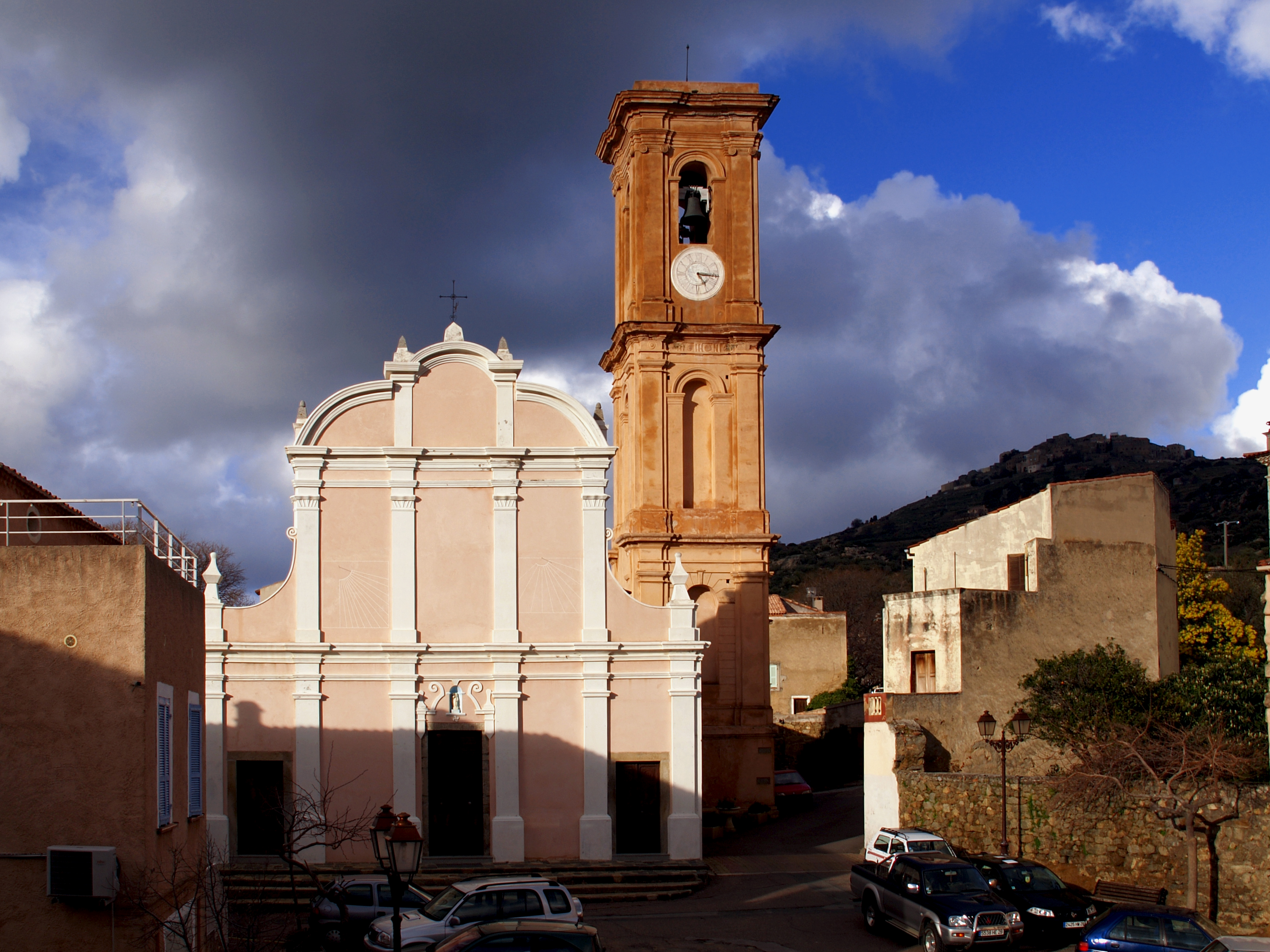
Église Saint-Antoine
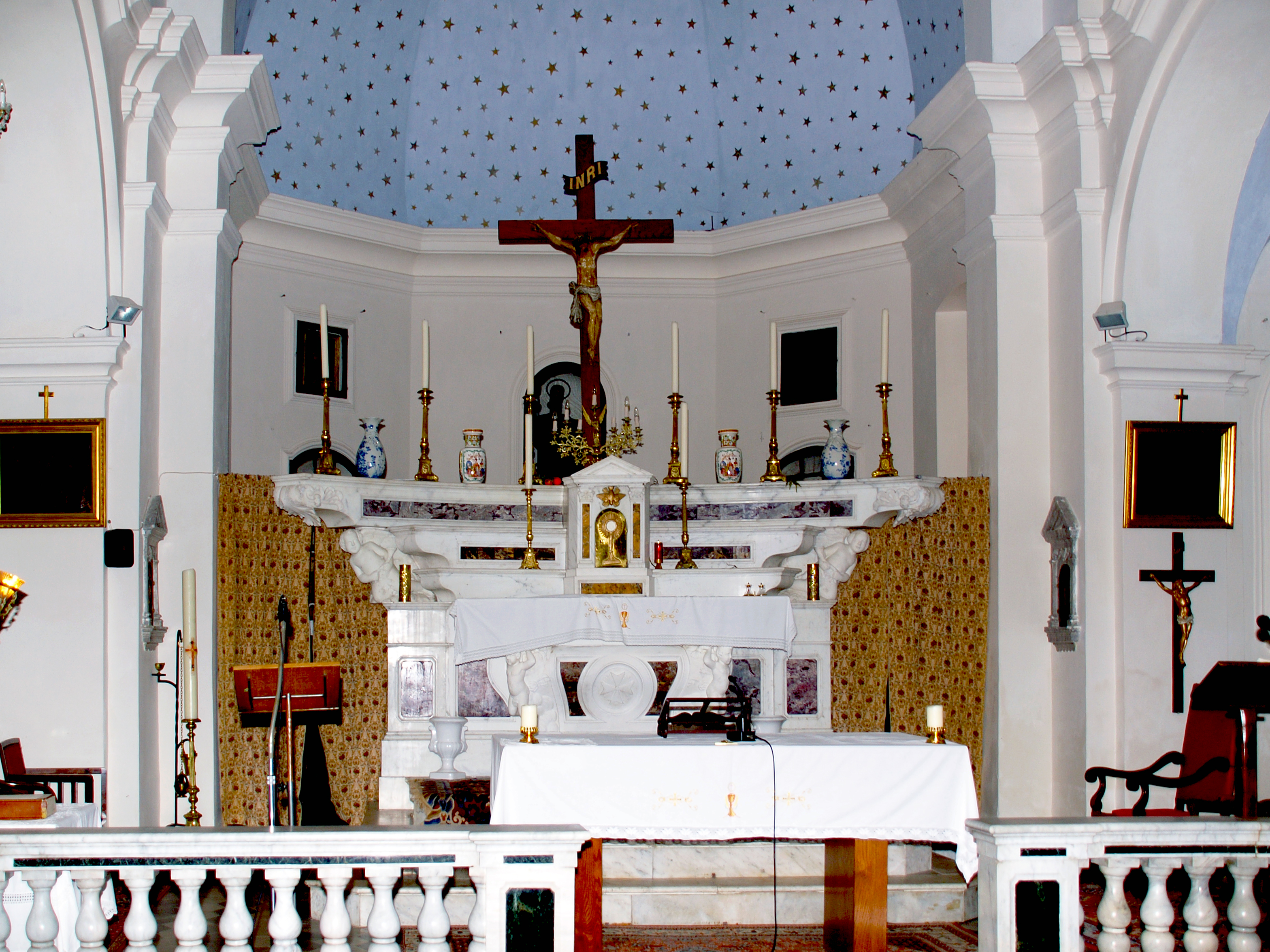
Église Saint-Antoine - l'autel
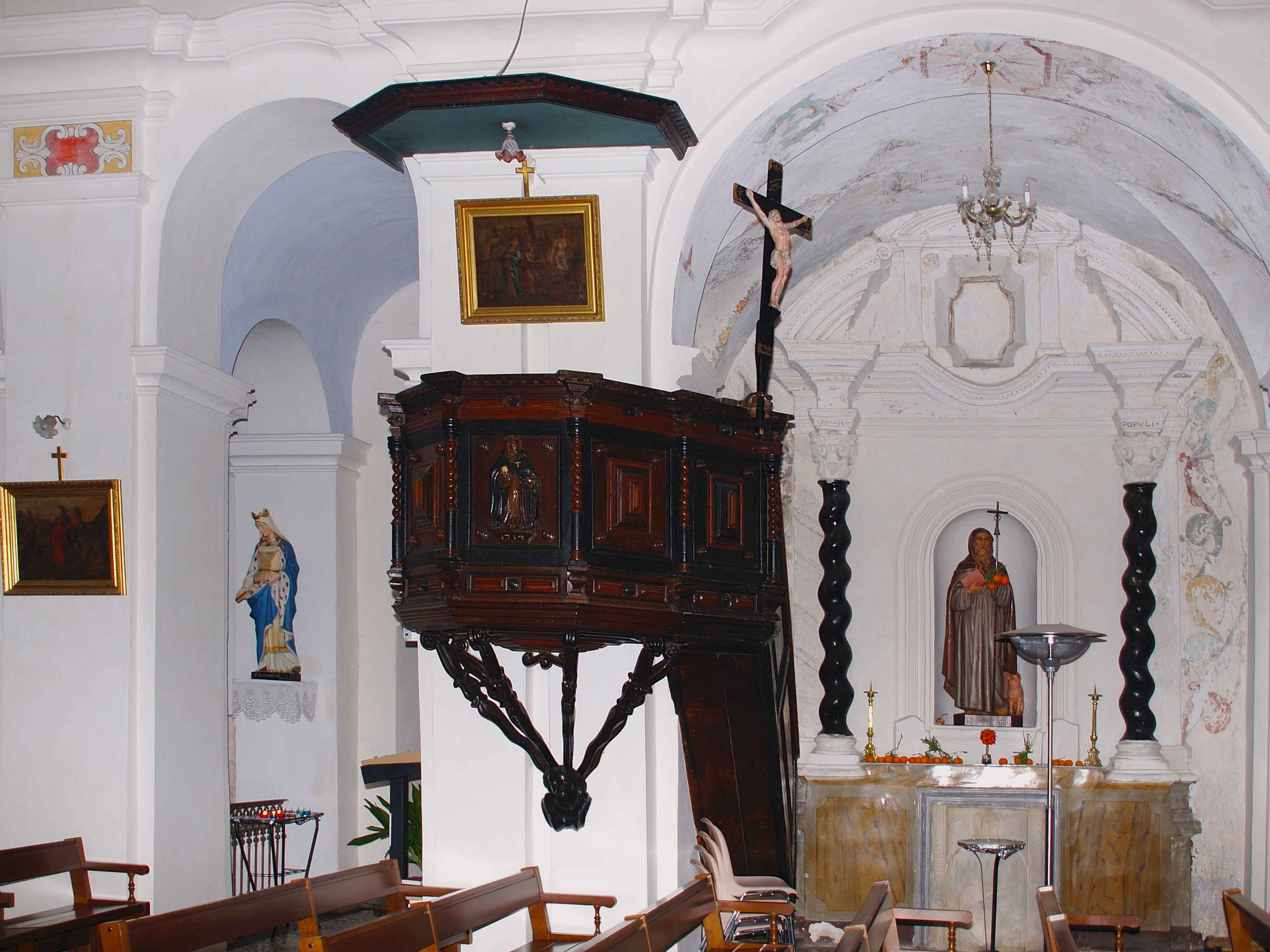
Église Saint-Antoine - la chaire
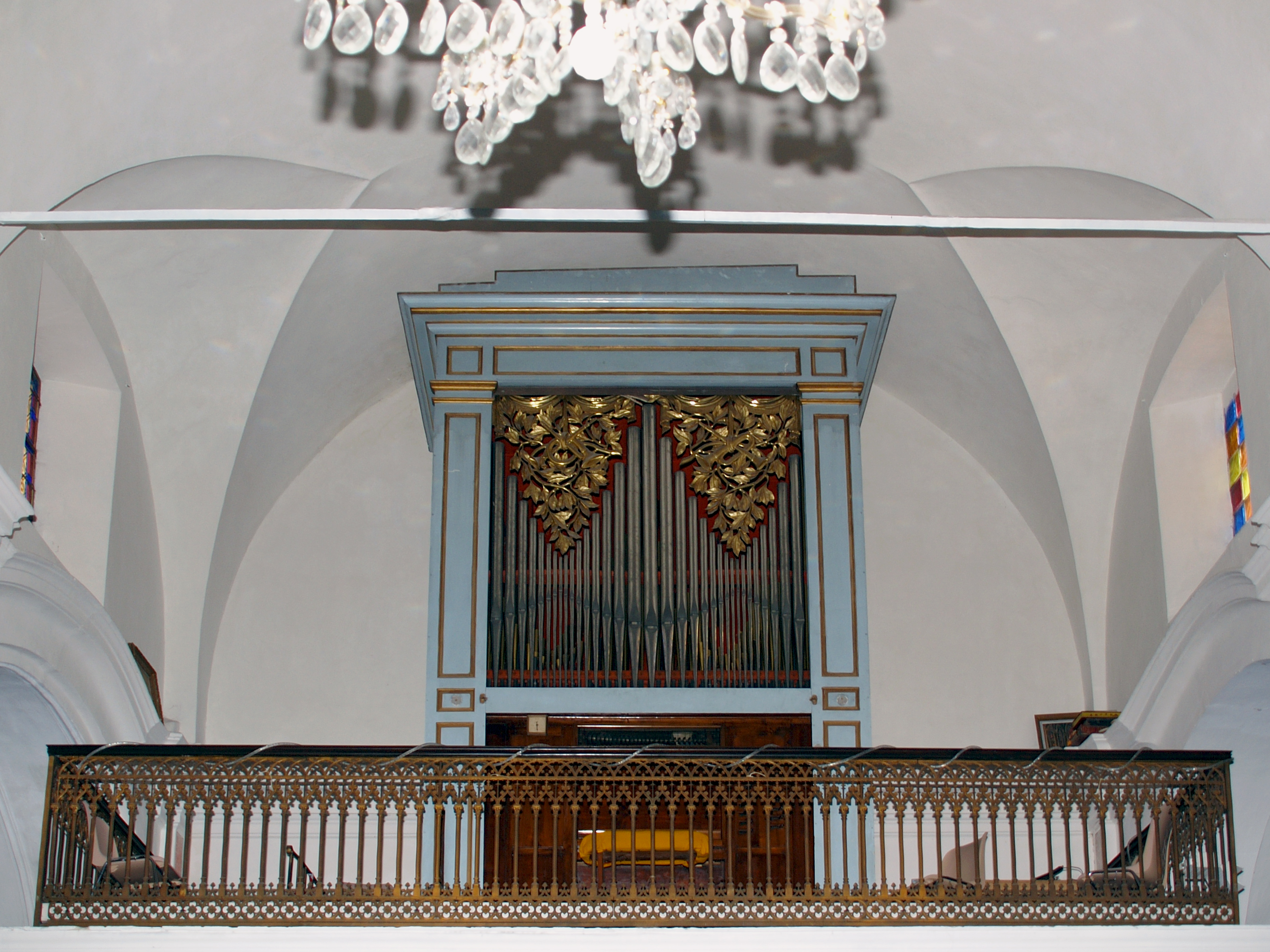
Église Saint-Antoine - l'orgue

Grâce à la réserve parlementaire de 2011 du député de l'Aisne Xavier Bertrand, la restauration des portes de l'église a été effectuée.

#### Chapelle San Quilicu
La chapelle San Quilicu date probablement du Xe siècle. Construite sur le premier site du village, elle se trouve aujourd'hui en contrebas de l'actuel village, en bordure de la route D551. Dédiée à San Quilicu, elle fut abandonnée au XVIIIe siècle.
C'est un édifice de plan simple, constitué d'une nef unique d'une quinzaine de mètres prolongée d'une abside semi-circulaire qui est orientée sur un axe est/ouest, l'abside à l'est et la porte principale située sur la façade occidentale.
La façade orientale comporte une abside voûtée en cul-de-four, terminant le chœur par un mur plat.
Les murs, sobres et austères, sont appareillés en granit polychrome bicolore (granitoïde beige et sieno-diorite noire) sans enduit ; seuls les blocs des portes sont taillés régulièrement. Ils comportent plusieurs petites ouvertures.

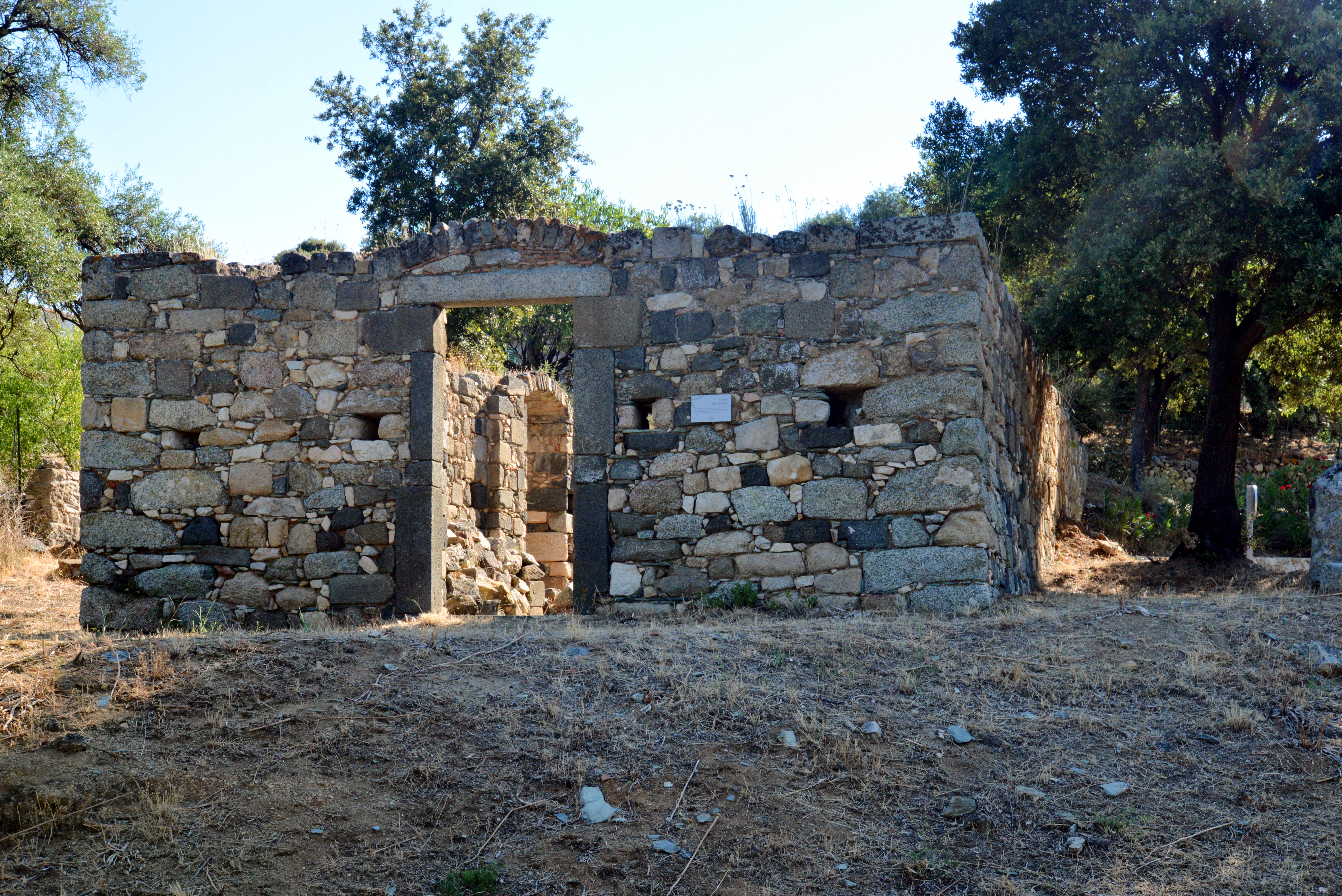
Chapelle San Quilicu
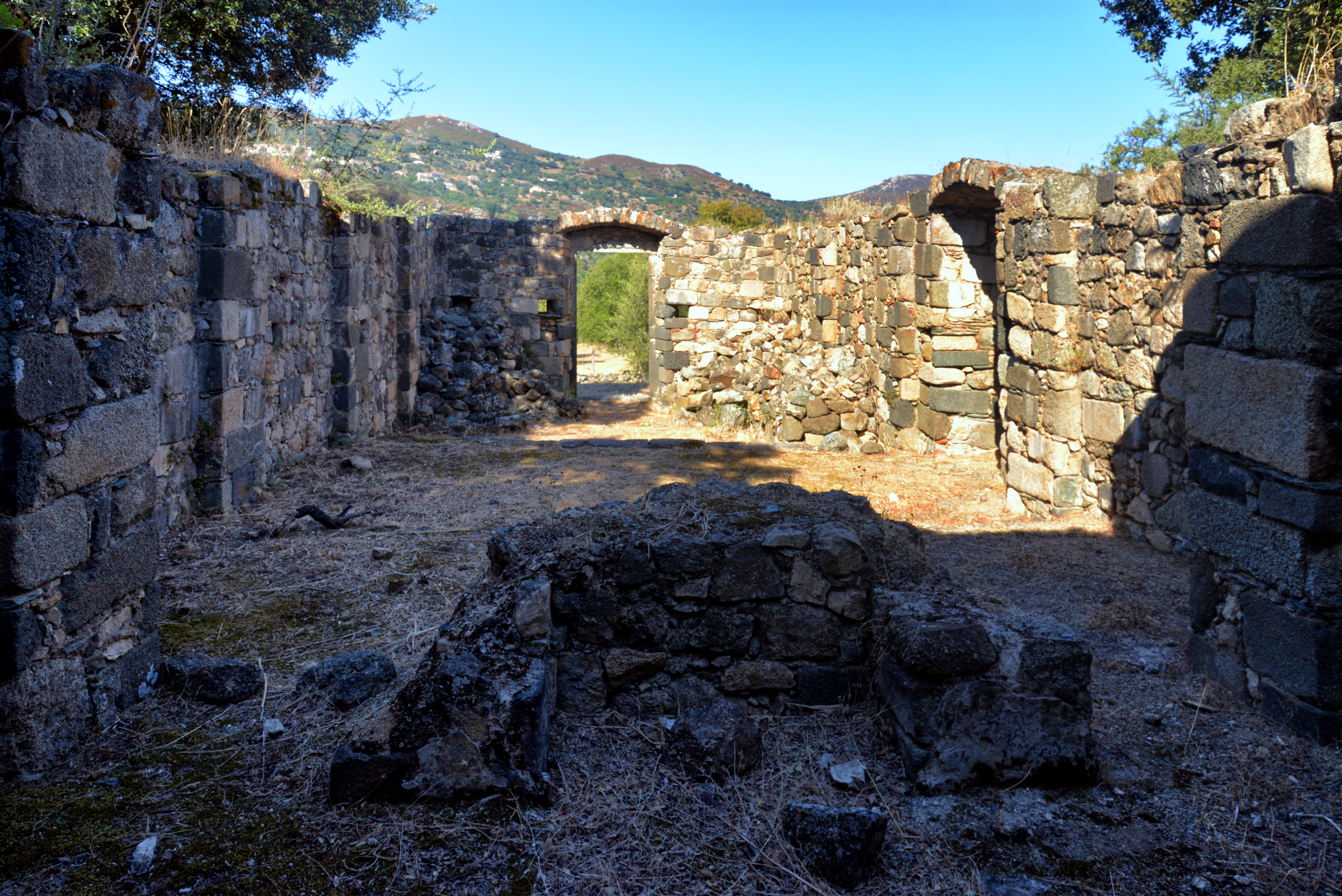
Nef et porte d'entrée
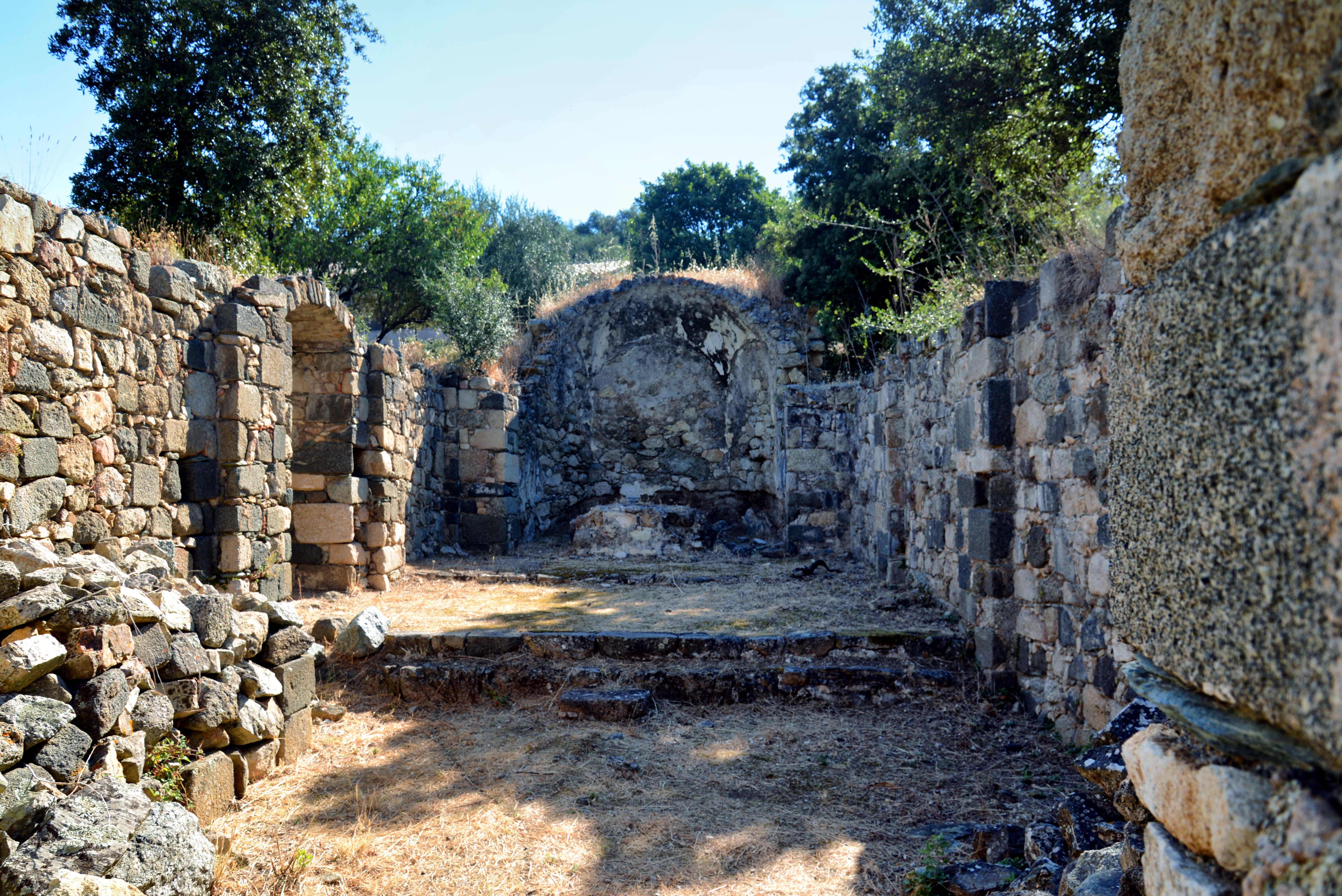
Intérieur de la chapelle
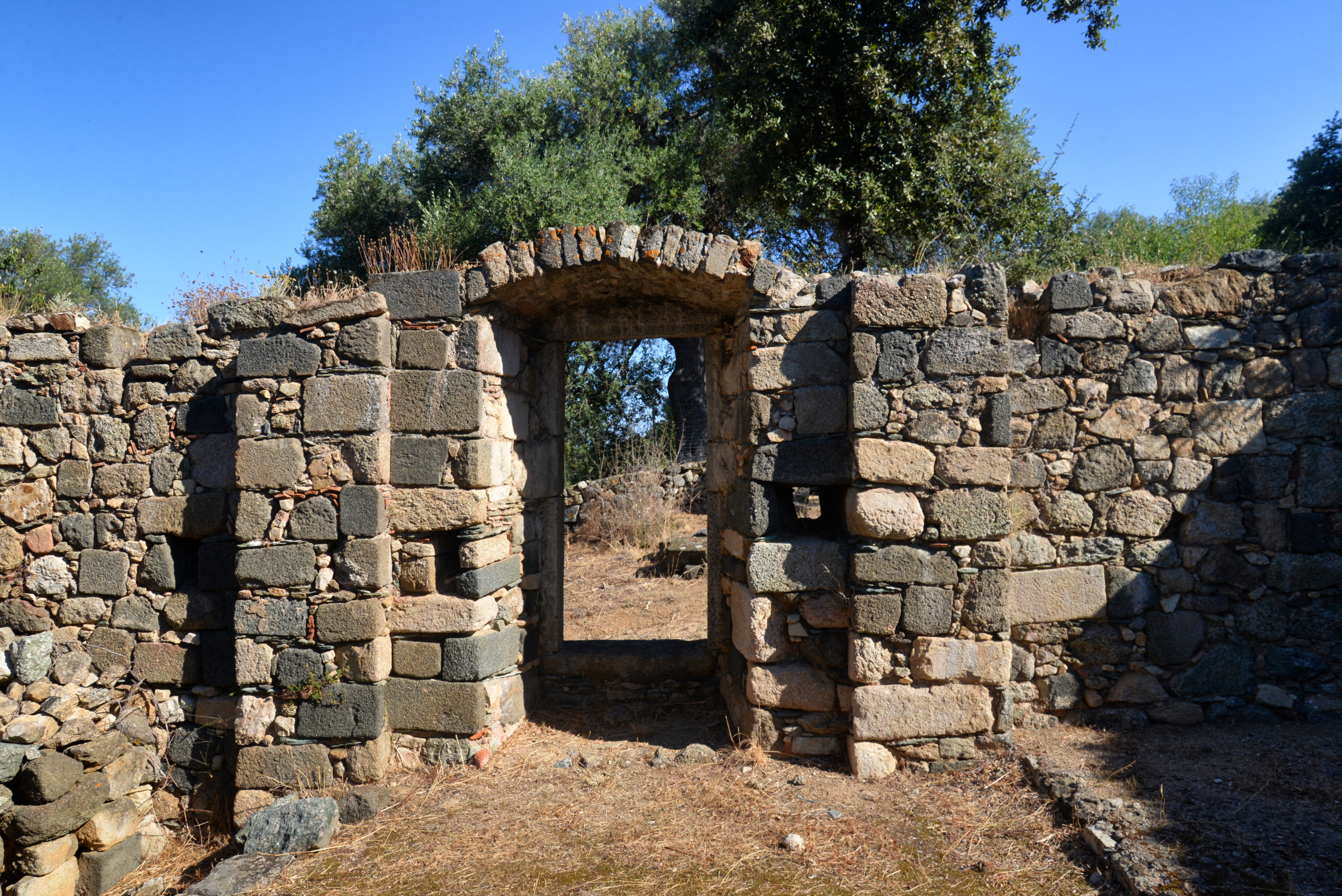
Porte latérale nord
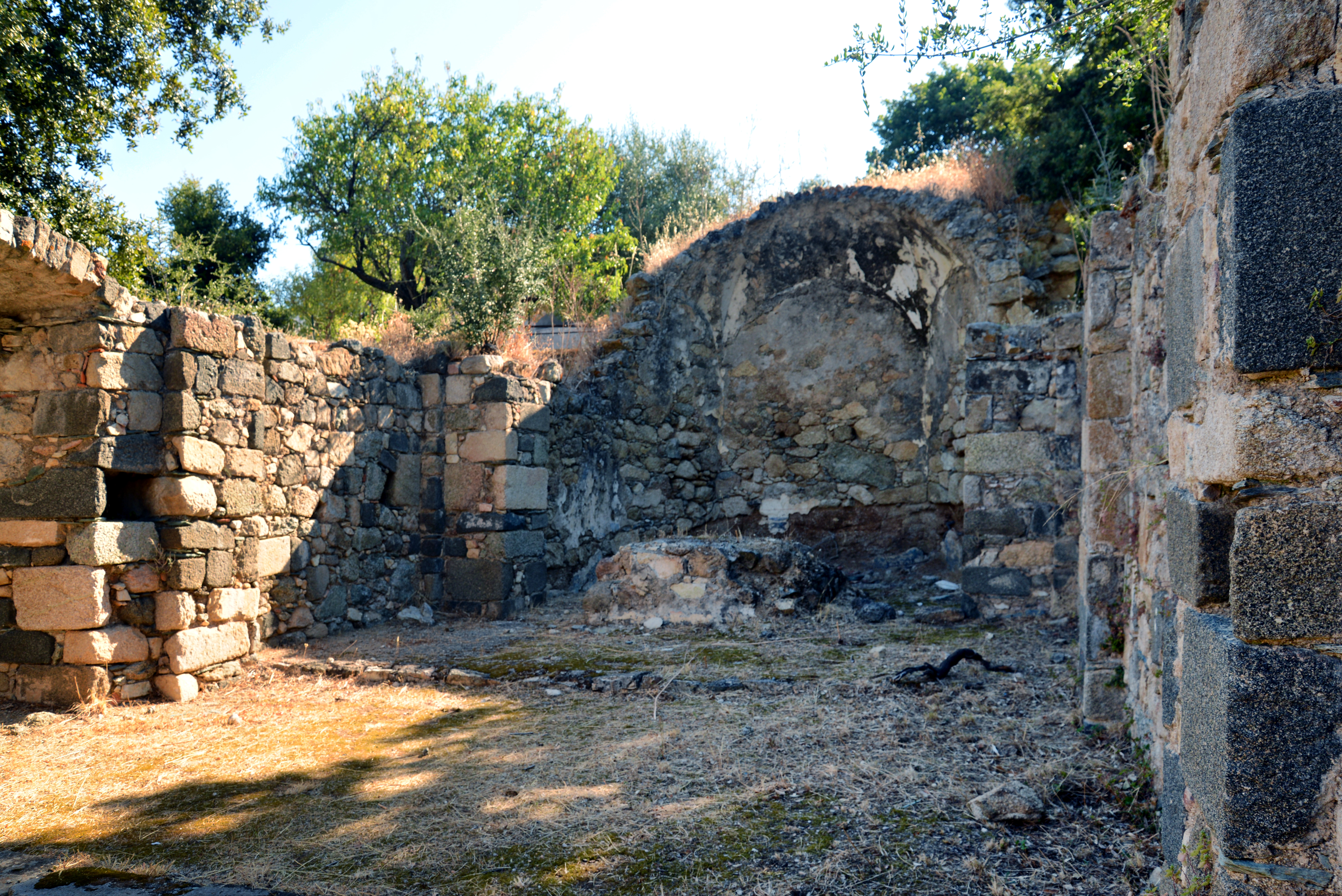
Chœur et restes de l'autel

#### Autres édifices religieux
- La chapelle Saint-Michel petite chapelle au hameau de Torre au nord du village.
- La chapelle de l'Annunziata située dans la plaine, en bordure de la route D551 aussi nommée « route de la plaine ». Sur une plaque de marbre apposée au-dessus de l'entrée, est écrit : Fermati o passageri la testa inclina per saluta del celo la grand Regina.
- La chapelle du hameau de Praoli.

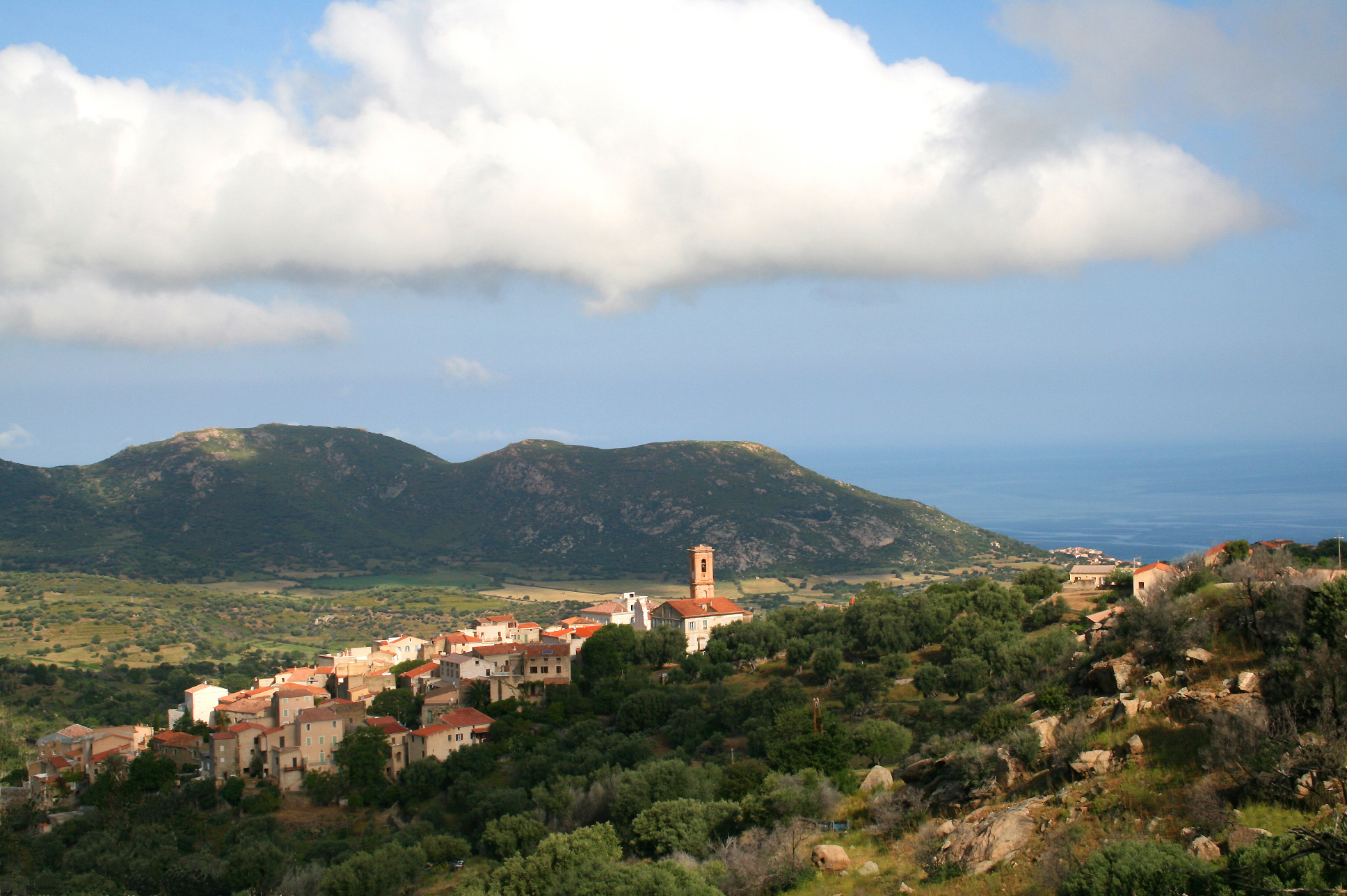
Aregno
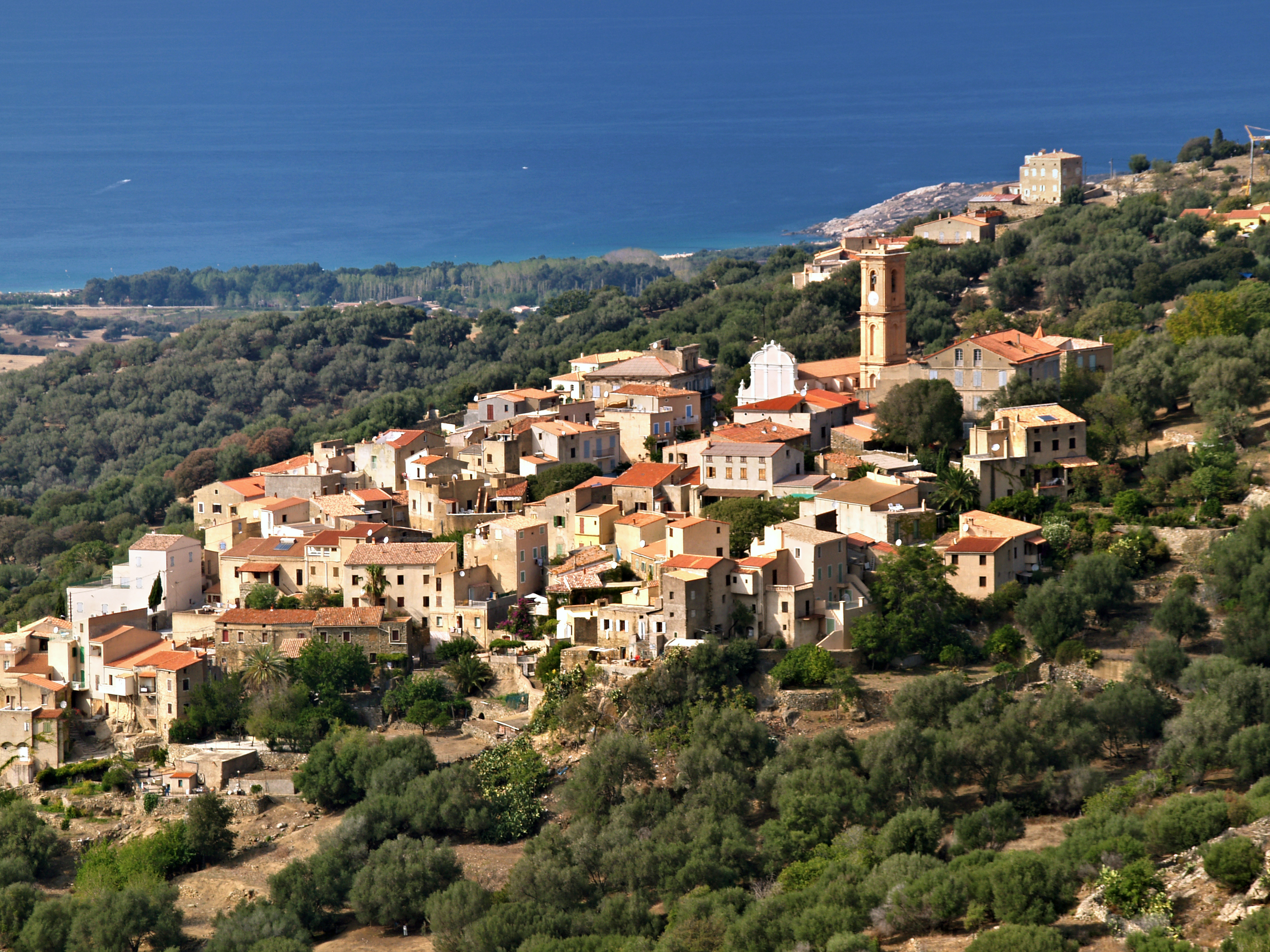
Vue du village
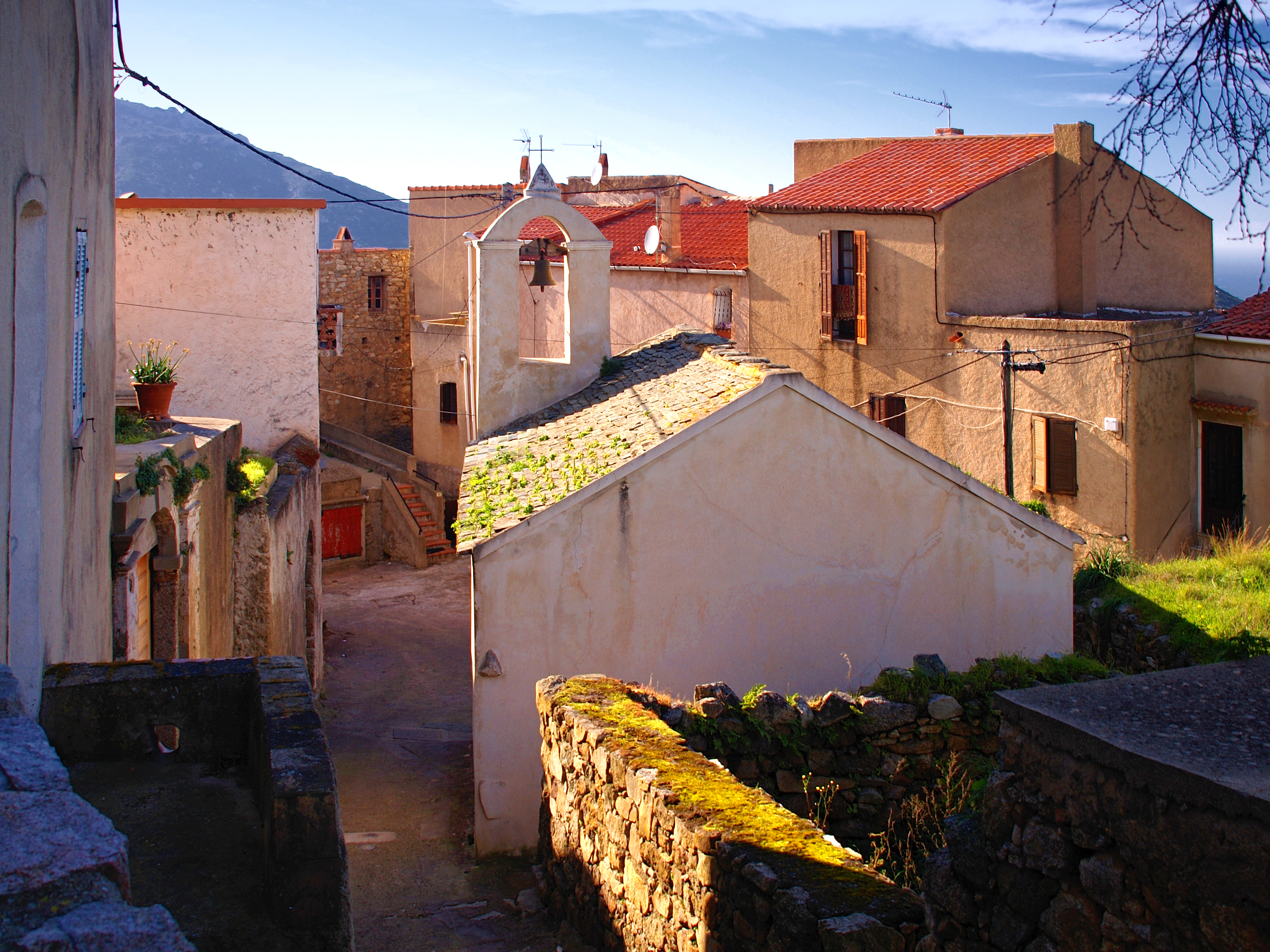
Chapelle Saint-Michel
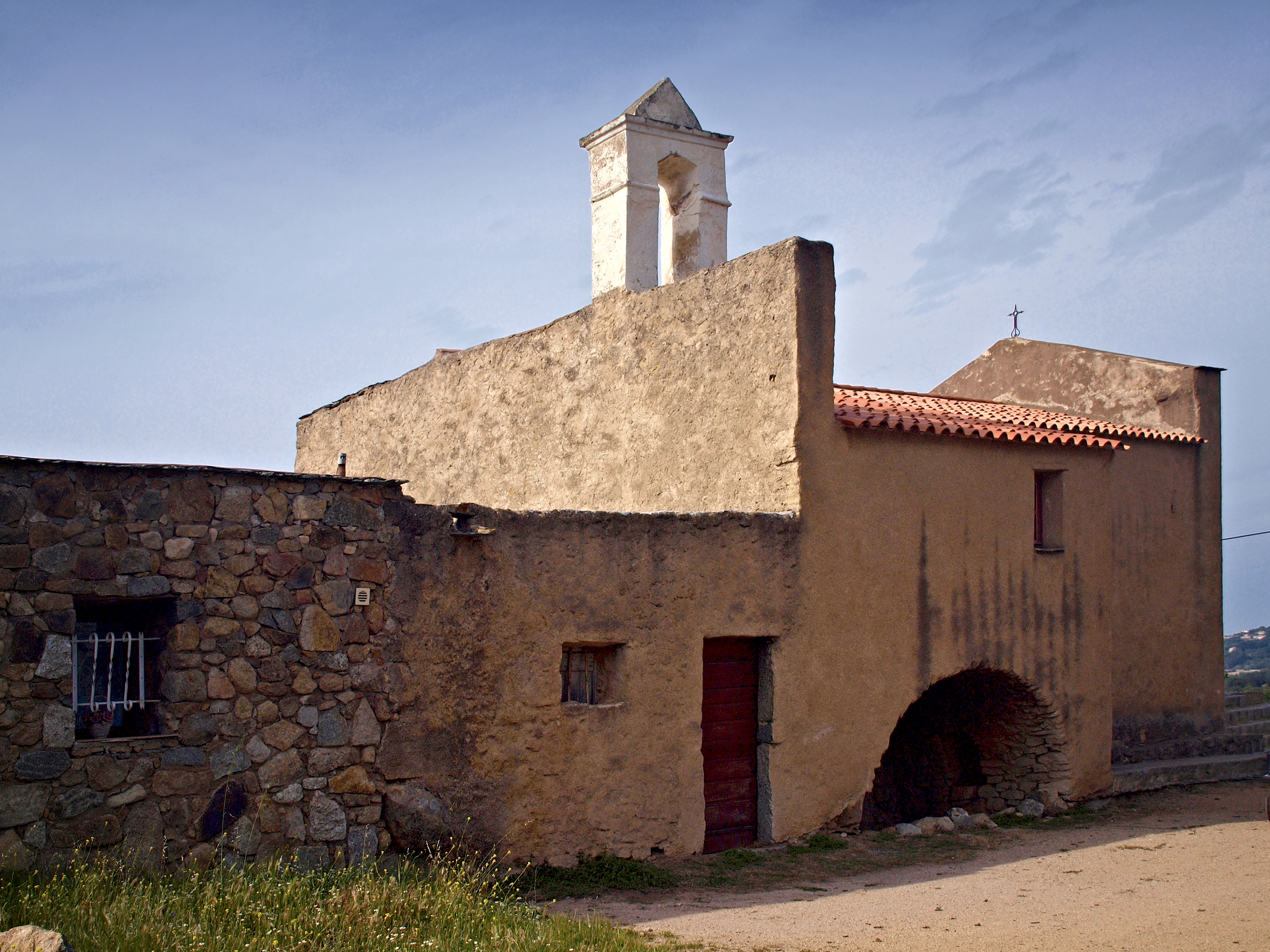
Chapelle de l'Annunziata